# Stati Uniti d'America ai Giochi della III Olimpiade
Gli Stati Uniti d'America parteciparono ai Giochi della III Olimpiade che si sono svolti a Saint Louis dal 1º luglio al 23 novembre 1904, con una delegazione di 526 atleti impegnati in diciotto discipline.

## Medaglie
| Sport             | Oro | Argento | Bronzo | Totale |
| ----------------- | --- | ------- | ------ | ------ |
| Atletica leggera  | 23  | 23      | 22     | 68     |
| Calcio            | 0   | 1       | 1      | 2      |
| Canottaggio       | 5   | 4       | 4      | 13     |
| Ciclismo          | 7   | 7       | 7      | 21     |
| Ginnastica        | 12  | 8       | 9      | 29     |
| Golf              | 1   | 2       | 3      | 6      |
| Lacrosse          | 0   | 1       | 0      | 1      |
| Lotta             | 7   | 7       | 7      | 21     |
| Nuoto             | 3   | 6       | 5      | 14     |
| Pallanuoto        | 1   | 1       | 1      | 3      |
| Pugilato          | 7   | 7       | 4      | 18     |
| Roque             | 1   | 1       | 1      | 3      |
| Scherma           | 0   | 3       | 1      | 4      |
| Sollevamento pesi | 1   | 2       | 2      | 5      |
| Tennis            | 2   | 2       | 4      | 8      |
| Tiro alla fune    | 1   | 1       | 1      | 3      |
| Tiro con l'arco   | 6   | 6       | 5      | 17     |
| Tuffi             | 2   | 1       | 2      | 5      |
| Totale            | 78  | 82      | 79     | 239    |

## Risultati

### Atletica leggera
| Evento   | Pos. | Atleta           | Batterie                      | Ripescaggio                   | Finale      |
| -------- | ---- | ---------------- | ----------------------------- | ----------------------------- | ----------- |
|          |      |                  |                               |                               |             |
| 60 metri | 1°   | Archie Hahn      | 7,2 secondi 1°, batteria 3    | Avanza direttamente           | 7,0 secondi |
| 60 metri | 2°   | Bill Hogenson    | 7,0 secondi 1°, batteria 2    | Avanza direttamente           | 7,2 secondi |
| 60 metri | 3°   | Fay Moulton      | Sconosciuto 1°, batteria 4    | Avanza direttamente           | 7,2 secondi |
| 60 metri | 4°   | Clyde Blair      | 7,0 secondi 1°, batteria 1    | Avanza direttamente           | 7,2 secondi |
| 60 metri | 5°   | Meyer Prinstein  | Sconosciuto 2°, batteria 1    | 7,2 secondi 2°, Ripescaggio   | Sconosciuto |
| 60 metri | 6°   | Frank Castleman  | Sconosciuto 2°, batteria 2    | 7,2 secondi 1°, Ripescaggio   | Sconosciuto |
| 60 metri | 7-8  | Nate Cartmell    | Sconosciuto 2°, batteria 4    | Sconosciuto 3°-4° Ripescaggio | Eliminato   |
| 60 metri | 9-12 | William Hunter   | Sconosciuto 3ª-4ª batteria 1  | Eliminato                     | Eliminato   |
| 60 metri | 9-12 | George Poage     | Sconosciuto 3°-4°, batteria 1 | Eliminato                     | Eliminato   |
| 60 metri | 9-12 | Lawson Robertson | Sconosciuto 3°, batteria 3    | Eliminato                     | Eliminato   |
|          |      |                  |                               |                               |             |

| Evento    | Pos.   | Atleta             | Batterie                    | Finale          |
| --------- | ------ | ------------------ | --------------------------- | --------------- |
|           |        |                    |                             |                 |
| 100 metri | 1°     | Archie Hahn        | 11,4 secondi 1°, batteria 1 | 11,0 secondi    |
| 100 metri | 2°     | Nate Cartmell      | 11,4 secondi 1°, batteria 3 | 11,2 secondi    |
| 100 metri | 3°     | Bill Hogenson      | 11,6 secondi 1°, batteria 2 | 11,2 secondi    |
| 100 metri | 4°     | Fay Moulton        | Sconosciuto 2°, batteria 3  | Sconosciuto     |
| 100 metri | 5°     | Frederick Heckwolf | Sconosciuto 2°, batteria 2  | Sconosciuto     |
| 100 metri | 6°     | Lawson Robertson   | Sconosciuto 2°, batteria 1  | Sconosciuto     |
| 100 metri | 7°-11° | Clyde Blair        | Sconosciuto 3°, batteria 3  | Eliminato       |
| 100 metri | 7°-11° | Frank Castleman    | Sconosciuto 4°, batteria 3  | Eliminato       |
| 100 metri | 7°-11° | Meyer Prinstein    | Sconosciuto 4°, batteria 2  | Eliminato       |
|           |        |                    |                             |                 |
| 200 metri | 1°     | Archie Hahn        | 22,2 secondi 1°, batteria 1 | 21,6 secondi OR |
| 200 metri | 2°     | Nate Cartmell      | Sconosciuto 2°, batteria 1  | 21,9 secondi    |
| 200 metri | 3°     | Bill Hogenson      | 22,8 secondi 1°, batteria 2 | Sconosciuto     |
| 200 metri | 4°     | Fay Moulton        | Sconosciuto 2°, batteria 2  | Sconosciuto     |
|           |        |                    |                             |                 |

| Evento     | Pos.   | Atleta           | Finale          |
| ---------- | ------ | ---------------- | --------------- |
|            |        |                  |                 |
| 400 metri  | 1°     | Harry Hillman    | 49,2 secondi OR |
| 400 metri  | 2°     | Frank Waller     | 49,9 secondi    |
| 400 metri  | 3°     | Herman Groman    | 50,0 secondi    |
| 400 metri  | 4°     | Joseph Fleming   | Sconosciuto     |
| 400 metri  | 5°     | Meyer Prinstein  | Sconosciuto     |
| 400 metri  | 6°     | George Poage     | Sconosciuto     |
| 400 metri  | 7-12   | Clyde Blair      | Sconosciuto     |
| 400 metri  | 7-12   | Paul Pilgrim     | Sconosciuto     |
| 400 metri  | 7-12   | George Underwood | Sconosciuto     |
| 400 metri  | 7-12   | Howard Valentine | Sconosciuto     |
|            |        |                  |                 |
| 800 metri  | 1°     | Jim Lightbody    | 1:56,0 OR       |
| 800 metri  | 2°     | Howard Valentine | 1:56,3          |
| 800 metri  | 3°     | Emil Breitkreutz | 1:56,4          |
| 800 metri  | 4°     | George Underwood | Sconosciuto     |
| 800 metri  | 6°     | Frank Verner     | Sconosciuto     |
| 800 metri  | 7°-13° | George Bonhag    | Sconosciuto     |
| 800 metri  | 7°-13° | Harvey Cohn      | Sconosciuto     |
| 800 metri  | 7°-13° | Lacey Hearn      | Sconosciuto     |
| 800 metri  | 7°-13° | Johnny Joyce     | Sconosciuto     |
| 800 metri  | 7°-13° | Paul Pilgrim     | Sconosciuto     |
|            |        |                  |                 |
| 1500 metri | 1°     | Jim Lightbody    | 4:05,4 OR       |
| 1500 metri | 2°     | Frank Verner     | 4:06,8          |
| 1500 metri | 3°     | Lacey Hearn      | Sconosciuto     |
| 1500 metri | 4°     | David Munson     | Sconosciuto     |
| 1500 metri | 7°     | Howard Valentine | Sconosciuto     |
| 1500 metri | 8°     | Harvey Cohn      | Sconosciuto     |
| 1500 metri | 9°     | Charles Bacon    | Sconosciuto     |
|            |        |                  |                 |

| Evento             | Pos. | Atleta           | Batterie                    | Finale       |
| ------------------ | ---- | ---------------- | --------------------------- | ------------ |
|                    |      |                  |                             |              |
| 110 metri ostacoli | 1°   | Fred Schule      | 16,2 secondi 1°, batteria 1 | 16,0 secondi |
| 110 metri ostacoli | 2°   | Thad Shideler    | Sconosciuto 2°, batteria 2  | 16,3 secondi |
| 110 metri ostacoli | 3°   | Lesley Ashburner | Sconosciuto 2°, batteria 1  | 16,4 secondi |
| 110 metri ostacoli | 4°   | Frank Castleman  | 16,2 secondi 1°, batteria 2 | Sconosciuto  |
| 110 metri ostacoli | 5-7  | Craig McLanahan  | Sconosciuto 3°, batteria 1  | Sconosciuto  |
|                    |      |                  |                             |              |

| Evento             | Pos. | Atleta          | Finale          |
| ------------------ | ---- | --------------- | --------------- |
|                    |      |                 |                 |
| 200 metri ostacoli | 1°   | Harry Hillman   | 24,6 secondi OR |
| 200 metri ostacoli | 2°   | Frank Castleman | 24,9 secondi    |
| 200 metri ostacoli | 3°   | George Poage    | Sconosciuto     |
| 200 metri ostacoli | 4°   | George Varnell  | Sconosciuto     |
| 200 metri ostacoli | 5°   | Fred Schule     | Sconosciuto     |
|                    |      |                 |                 |
| 400 metri ostacoli | 1°   | Harry Hillman   | 53,0 secondi    |
| 400 metri ostacoli | 2°   | Frank Waller    | 53,2 secondi    |
| 400 metri ostacoli | 3°   | George Poage    | Sconosciuto     |
| 400 metri ostacoli | 4°   | George Varnell  | Sconosciuto     |
|                    |      |                 |                 |
| 2590 metri siepi   | 1°   | Jim Lightbody   | 7:39,6          |
| 2590 metri siepi   | 3°   | Arthur Newton   | Sconosciuto     |
| 2590 metri siepi   | 4°   | Frank Verner    | Sconosciuto     |
| 2590 metri siepi   | 5-7  | Harvey Cohn     | Sconosciuto     |
| 2590 metri siepi   | 5-7  | David Munson    | Sconosciuto     |
| 2590 metri siepi   | 5-7  | Richard Sanford | Sconosciuto     |
|                    |      |                 |                 |

| Evento             | Pos. | Squadra     | Atleta                                                                                        | Punteggio |
| ------------------ | ---- | ----------- | --------------------------------------------------------------------------------------------- | --------- |
|                    |      |             |                                                                                               |           |
| 4 miglia a squadre | 1°   | New York AC | Arthur Newton (1) George Underwood (5) Paul Pilgrim (6) Howard Valentine (7) David Munson (8) | 27 punti  |
| 4 miglia a squadre | 2°   | Chicago AA  | Jim Lightbody (2) Frank Verner (3) Lacey Hearn (4) Albert Corey (9) Sidney Hatch (10)         | 28 punti  |
|                    |      |             |                                                                                               |           |

| Evento   | Pos. | Atleta            | Finale         |
| -------- | ---- | ----------------- | -------------- |
|          |      |                   |                |
| Maratona | 1°   | Thomas Hicks      | 3:28:53        |
| Maratona | 2°   | Albert Corey      | 3:34:52        |
| Maratona | 3°   | Arthur Newton     | 3:47:33        |
| Maratona | 6°   | David Kneeland    | Sconosciuto    |
| Maratona | 7°   | Henry Brawley     | Sconosciuto    |
| Maratona | 8°   | Sidney Hatch      | Sconosciuto    |
| Maratona | 11°  | Frank Devlin      | Sconosciuto    |
| Maratona | 13°  | John Furla        | Sconosciuto    |
| Maratona | —    | Edward Carr       | Non completata |
| Maratona | —    | Robert Fowler     | Non completata |
| Maratona | —    | John Foy          | Non completata |
| Maratona | —    | William Garcia    | Non completata |
| Maratona | —    | Thomas J. Kennedy | Non completata |
| Maratona | —    | John Lordon       | Non completata |
| Maratona | —    | Samuel Mellor     | Non completata |
| Maratona | —    | Frank Pierce      | Non completata |
| Maratona | —    | Guy Porter        | Non completata |
| Maratona | —    | Mike Spring       | Non completata |
| Maratona | —    | Frederick Lorz    | Squalificato   |
|          |      |                   |                |

| Evento                  | Pos. | Atleta           | Finale        |
| ----------------------- | ---- | ---------------- | ------------- |
|                         |      |                  |               |
| Salto in lungo          | 1°   | Meyer Prinstein  | 7,34 metri OR |
| Salto in lungo          | 2°   | Dan Frank        | 6,89 metri    |
| Salto in lungo          | 3°   | Robert Stangland | 6,88 metri    |
| Salto in lungo          | 4°   | Fred Engelhardt  | 6,63 metres   |
| Salto in lungo          | 5°   | George Van Cleaf | Sconosciuto   |
| Salto in lungo          | 6°   | Percy Hagerman   | Sconosciuto   |
| Salto in lungo          | 7-10 | John Oxley       | Sconosciuto   |
|                         |      |                  |               |
| Salto triplo            | 1°   | Meyer Prinstein  | 14,35 metri   |
| Salto triplo            | 2°   | Fred Engelhardt  | 13,90 metri   |
| Salto triplo            | 3°   | Robert Stangland | 13,36 metri   |
| Salto triplo            | 4°   | John Fuhler      | 12,91 metri   |
| Salto triplo            | 5°   | George Van Cleaf | Sconosciuto   |
| Salto triplo            | 6°   | Percy Hagerman   | Sconosciuto   |
| Salto triplo            | 7°   | Samuel Jones     | Sconosciuto   |
|                         |      |                  |               |
| Salto in alto           | 1°   | Samuel Jones     | 1,80 metri    |
| Salto in alto           | 2°   | Garrett Serviss  | 1,77 metri    |
| Salto in alto           | 5°   | Emil Freymark    | Sconosciuto   |
| Salto in alto           | 6°   | Ervin Barker     | 1,70 metri    |
|                         |      |                  |               |
| Salto con l'asta        | 1°   | Charles Dvorak   | 3,50 metri OR |
| Salto con l'asta        | 2°   | LeRoy Samse      | 3,35 metri    |
| Salto con l'asta        | 3°   | Louis Wilkins    | 3,35 metri    |
| Salto con l'asta        | 4°   | Craig McLanahan  | 3,35 metri    |
| Salto con l'asta        | 5°   | Claude Allen     | 3,35 metri    |
| Salto con l'asta        | 6°   | Walter Dray      | Sconosciuto   |
|                         |      |                  |               |
| Salto in lungo da fermo | 1°   | Ray Ewry         | 3,47 metri OR |
| Salto in lungo da fermo | 2°   | Charles King     | 3,27 metri    |
| Salto in lungo da fermo | 3°   | John Biller      | 3,25 metri    |
| Salto in lungo da fermo | 4°   | Henry Field      | 3,18 metri    |
|                         |      |                  |               |
| Salto triplo da fermo   | 1°   | Ray Ewry         | 10,54 metri   |
| Salto triplo da fermo   | 2°   | Charles King     | 10,16 metri   |
| Salto triplo da fermo   | 3°   | Joseph Stadler   | 9,60 metri    |
| Salto triplo da fermo   | 4°   | Garrett Serviss  | 9,53 metri    |
|                         |      |                  |               |
| Salto in alto da fermo  | 1°   | Ray Ewry         | 1,60 metri    |
| Salto in alto da fermo  | 2°   | Joseph Stadler   | 1,44 metri    |
| Salto in alto da fermo  | 3°   | Lawson Robertson | 1,44 metri    |
| Salto in alto da fermo  | 4°   | John Biller      | 1,42 metri    |
|                         |      |                  |               |

| Evento                                 | Pos, | Atleta             | Finale         |
| -------------------------------------- | ---- | ------------------ | -------------- |
|                                        |      |                    |                |
| Getto del peso                         | 1°   | Ralph Rose         | 14,81 metri OR |
| Getto del peso                         | 2°   | Wesley Coe         | 14,40 metri    |
| Getto del peso                         | 3°   | Lawrence Feuerbach | 13,37 metri    |
| Getto del peso                         | 4°   | Martin Sheridan    | 12,39 metri    |
| Getto del peso                         | 5°   | Charles Chadwick   | Sconosciuto    |
| Getto del peso                         | 6°   | Albert Johnson     | Sconosciuto    |
| Getto del peso                         | 7°   | Jack Guiney        | Sconosciuto    |
|                                        |      |                    |                |
| Lancio del disco                       | 1°   | Martin Sheridan    | 39,28 metri OR |
| Lancio del disco                       | 2°   | Ralph Rose         | 39,28 metri OR |
| Lancio del disco                       | 4°   | John Flanagan      | 36,14 metri    |
| Lancio del disco                       | 5°   | John Biller        | Sconosciuto    |
| Lancio del disco                       | 6°   | James Mitchel      | Sconosciuto    |
|                                        |      |                    |                |
| Lancio del martello                    | 1°   | John Flanagan      | 51,23 metri OR |
| Lancio del martello                    | 2°   | John DeWitt        | 50,26 metri    |
| Lancio del martello                    | 3°   | Ralph Rose         | 45,73 metri    |
| Lancio del martello                    | 4°   | Charles Chadwick   | 42,78 metri    |
| Lancio del martello                    | 5°   | James Mitchel      | Sconosciuto    |
| Lancio del martello                    | 6°   | Albert Johnson     | Sconosciuto    |
|                                        |      |                    |                |
| Lancio del martello con maniglia corta | 2°   | John Flanagan      | 10,16 metri    |
| Lancio del martello con maniglia corta | 3°   | James Mitchel      | 10,13 metri    |
| Lancio del martello con maniglia corta | 4°   | Charles Hennemann  | 9,18 metri     |
| Lancio del martello con maniglia corta | 5°   | Charles Chadwick   | Sconosciuto    |
| Lancio del martello con maniglia corta | 6°   | Ralph Rose         | 8,53 metri     |
|                                        |      |                    |                |

| Evento    | Pos, | Atleta              | Punteggio totale |
| --------- | ---- | ------------------- | ---------------- |
|           |      |                     |                  |
| Triathlon | 1°   | Max Emmerich        | 35,7             |
| Triathlon | 2°   | John Grieb          | 34,0             |
| Triathlon | 3°   | William Merz        | 32,9             |
| Triathlon | 4°   | George Mayer        | 32,4             |
| Triathlon | 5°   | John Bissinger      | 30,8             |
| Triathlon | 6°   | Philip Kassel       | 30,1             |
| Triathlon | 7°   | Fred Schmind        | 30,0             |
| Triathlon | 10°  | Max Hess            | 29,6             |
| Triathlon | 10°  | Otto Neimand        | 29,6             |
| Triathlon | 12°  | Edward Siegler      | 29,2             |
| Triathlon | 13°  | John Laichinger     | 29,1             |
| Triathlon | 14°  | Otto Boehnke        | 28,7             |
| Triathlon | 14°  | George Stapf        | 28,7             |
| Triathlon | 16°  | Andrew Neu          | 28,6             |
| Triathlon | 17°  | Robert Reynolds     | 28,5             |
| Triathlon | 17°  | Frank Schicke       | 28,5             |
| Triathlon | 19°  | Ernst Reckeweg      | 28,2             |
| Triathlon | 20°  | Otto Steffen        | 28,0             |
| Triathlon | 22°  | Ragnar Berg         | 27,4             |
| Triathlon | 22°  | Lorenz Spann        | 27,4             |
| Triathlon | 22°  | Reinhard Wagner     | 27,4             |
| Triathlon | 25°  | Theodore Gross      | 27,3             |
| Triathlon | 25°  | Robert Herrmann     | 27,3             |
| Triathlon | 25°  | Leander Keim        | 27,3             |
| Triathlon | 28°  | Oluf Landnes        | 27,2             |
| Triathlon | 30°  | William Berwald     | 27,0             |
| Triathlon | 30°  | Willard Schrader    | 27,0             |
| Triathlon | 32°  | Julius Lenhart      | 26,8             |
| Triathlon | 33°  | Henry Koeder        | 26,7             |
| Triathlon | 34°  | Max Thomas          | 26,6             |
| Triathlon | 36°  | Emil Beyer          | 26,5             |
| Triathlon | 36°  | John Duha           | 26,5             |
| Triathlon | 36°  | Edward Hennig       | 26,5             |
| Triathlon | 36°  | Clarence Lidington  | 26,5             |
| Triathlon | 40°  | Anthony Jahnke      | 26,4             |
| Triathlon | 40°  | Oliver Olsen        | 26,4             |
| Triathlon | 40°  | Henry Prinzler      | 26,4             |
| Triathlon | 43°  | Phillip Sonntag     | 26,2             |
| Triathlon | 44°  | Leo Hunger          | 25,9             |
| Triathlon | 44°  | Louis Kniep         | 25,9             |
| Triathlon | 47°  | Charles Umbs        | 25,7             |
| Triathlon | 47°  | John Wolf           | 25,7             |
| Triathlon | 49°  | George Aschenbrener | 25,5             |
| Triathlon | 49°  | Rudolf Krupitzer    | 25,5             |
| Triathlon | 49°  | John Wassow         | 25,5             |
| Triathlon | 52°  | Emil Rothe          | 25,4             |
| Triathlon | 52°  | George Schroeder    | 25,4             |
| Triathlon | 54°  | Otto Feyder         | 25,2             |
| Triathlon | 55°  | Louis Rathke        | 25,1             |
| Triathlon | 55°  | Philip Schuster     | 25,1             |
| Triathlon | 55°  | Harry Warnken       | 25,1             |
| Triathlon | 59°  | Anton Heida         | 25,0             |
| Triathlon | 59°  | Jacob Hergenhahn    | 25,0             |
| Triathlon | 59°  | William Tritschler  | 25,0             |
| Triathlon | 62°  | Harry Hansen        | 24,8             |
| Triathlon | 63°  | Max Wolf            | 24,6             |
| Triathlon | 64°  | William Andelfinger | 24,5             |
| Triathlon | 64°  | Charles Krause      | 24,5             |
| Triathlon | 67°  | Bergin Nilsen       | 24,4             |
| Triathlon | 68°  | James Dwyer         | 24,3             |
| Triathlon | 68°  | William Traband     | 24,3             |
| Triathlon | 70°  | Robert Maysack      | 24,2             |
| Triathlon | 71°  | George Mastrovich   | 24,1             |
| Triathlon | 72°  | Charles Sorum       | 24,0             |
| Triathlon | 73°  | Bernard Berg        | 23,9             |
| Triathlon | 74°  | John Dellert        | 23,7             |
| Triathlon | 75°  | Andreas Kempf       | 23,6             |
| Triathlon | 75°  | Otto Thomsen        | 23,6             |
| Triathlon | 77°  | Christian Deubler   | 23,5             |
| Triathlon | 77°  | Edward Tritschler   | 23,5             |
| Triathlon | 79°  | Ben Chimberoff      | 23,4             |
| Triathlon | 79°  | Henry Kraft         | 23,4             |
| Triathlon | 81°  | L. Guerner          | 23,2             |
| Triathlon | 82°  | P. Gussmann         | 23,1             |
| Triathlon | 83°  | Michael Lang        | 23,0             |
| Triathlon | 84°  | P. Ritter           | 22,8             |
| Triathlon | 85°  | Henry Weyland       | 22,4             |
| Triathlon | 85°  | Richard Tritschler  | 22,4             |
| Triathlon | 85°  | Emil Voigt          | 22,4             |
| Triathlon | 88°  | Otto Knerr          | 22,3             |
| Triathlon | 89°  | Gustav Mueller      | 22,0             |
| Triathlon | 89°  | Otto Roissner       | 22,0             |
| Triathlon | 91°  | William Horschke    | 21,7             |
| Triathlon | 92°  | Frank Raad          | 21,5             |
| Triathlon | 92°  | Wilhelm Zabel       | 21,5             |
| Triathlon | 94°  | M. Bascher          | 21,4             |
| Triathlon | 95°  | William Kruppinger  | 21,3             |
| Triathlon | 95°  | August Placke       | 21,3             |
| Triathlon | 95°  | Rudolf Schrader     | 21,3             |
| Triathlon | 95°  | Emil Schwegler      | 21,3             |
| Triathlon | 95°  | Christian Sperl     | 21,3             |
| Triathlon | 100° | M. Fischer          | 21,2             |
| Triathlon | 100° | Julian Schmitz      | 21,2             |
| Triathlon | 102° | William Herzog      | 21,1             |
| Triathlon | 102° | Arthur Rosenkampff  | 21,1             |
| Triathlon | 104° | G. Hermerrling      | 20,9             |
| Triathlon | 104° | Paul Stendel        | 20,9             |
| Triathlon | 106° | Martin Ludwig       | 20,4             |
| Triathlon | 107° | Charles Dellert     | 20,3             |
| Triathlon | 108° | John Miesel         | 20,2             |
| Triathlon | 108° | Walter Real         | 20,2             |
| Triathlon | 108° | Arthur Sundbye      | 20,2             |
| Triathlon | 111° | M. Barry            | 20,1             |
| Triathlon | 112° | K. Woerner          | 19,7             |
| Triathlon | 113° | Edmund Pueschel     | 19,3             |
| Triathlon | 114° | Charles Schwartz    | 19,1             |
| Triathlon | 115° | K. Roedek           | 19,0             |
| Triathlon | 116° | Alvin Kritschmann   | 18,9             |
| Triathlon | 117° | William Friedrich   | 17,7             |
| Triathlon | 118° | George Eyser        | 13,5             |
|           |      |                     |                  |
| Decathlon | 2°   | Adam Gunn           | 5907             |
| Decathlon | 3°   | Thomas Truxton Hare | 5813             |
| Decathlon | 5°   | Ellery Clark        | 2778             |
| Decathlon | 6°   | John Grieb          | 2199             |
| Decathlon | 7°   | Max Emmerich        | 0                |
|           |      |                     |                  |

### Calcio
| Evento          | Pos. | Squadra | Vittorie    | Sconfitte             |  |
| --------------- | ---- | --- | ----------- | --------------------- |  |
|                 |      | |             |                       |  |
| Torneo maschile | 2°   | Christian Brothers College Charles Bartliff, Warren Brittingham, Oscar Brockmeyer, Alexander Cudmore, Charles January, John January, Thomas January, Raymond Lawler, Joe Lydon, Louis Menges, Peter Ratican | 1 (USA 2-0) | 1 (CAN 7-0)           |  |
| Torneo maschile | 3°   | St. Rose Parish Joseph Brady, George Cooke, Thomas Cooke, Cormic Cosgrove, Edward Dierkes, Martin Dooling, Frank Frost, Claude Jameson, Henry Jameson, Johnson, Leo O'Connell, Harry Tate                   | 0           | 2 (CAN 4-0) (USA 2-0) |  |
|                 |      | |             |                       |  |

### Canottaggio
| Evento           | Pos. | Equipaggio | Finale      |
| ---------------- | ---- | --- | ----------- |
|                  |      | |             |
| Singolo maschile | 1°   | Frank Greer | 10:08.5     |
| Singolo maschile | 2°   | James Juvenal | Sconosciuto |
| Singolo maschile | 3°   | Constance Titus | Sconosciuto |
| Singolo maschile | 4°   | David Duffield | Sconosciuto |
|                  |      | |             |
| Due di coppia    | 1°   | John Mulcahy e William Varley | 10:03.2     |
| Due di coppia    | 2°   | Jamie McLoughlin e John Hoben | Sconosciuto |
| Due di coppia    | 3°   | Joseph Ravannack e John Wells | Sconosciuto |
|                  |      | |             |
| Due senza        | 1°   | Robert Farnan e Joseph Ryan | 10:57.0     |
| Due senza        | 2°   | John Mulcahy e William Varley | Sconosciuto |
| Due senza        | 3°   | John Joachim e Joseph Buerger | Sconosciuto |
|                  |      | |             |
| Quattro senza    | 1°   | Arthur Stockhoff, August Erker, George Dietz e Albert Nasse                                                                              | 9:05.8      |
| Quattro senza    | 2°   | Frederick Suerig, Martin Formanack, Charles Aman e Michael Begley                                                                        | Sconosciuto |
| Quattro senza    | 3°   | Gustav Voerg, John Freitag, Louis Helm e Frank Dummerth                                                                                  | Sconosciuto |
|                  |      | |             |
| Otto             | 1°   | Frederick Cresser, Michael Gleason, Frank Schell, James Flanagan, Charles Armstrong, Harry Lott, Joseph Dempsey, John Exley, Louis Abell | 7:50.0      |
|                  |      | |             |

### Ciclismo
| Evento           | Pos.   | Ciclista           | Batterie                          | Semifinali                       | Finale       |
| ---------------- | ------ | ------------------ | --------------------------------- | -------------------------------- | ------------ |
|                  |        |                    |                                   |                                  |              |
| Quarto di miglio | 1°     | Marcus Hurley      | 35.6 secondi 1°, batteria 2       | 34.8 secondi 1°, semifinale 1    | 31.8 secondi |
| Quarto di miglio | 2°     | Burton Downing     | 35.2 secondi 1°, batteria 4       | Sconosciuto 2°, semifinale 2     | Sconosciuto  |
| Quarto di miglio | 3°     | Teddy Billington   | 36.2 secondi 1°, batteria 1       | Sconosciuto 2°, semifinale 1     | Sconosciuto  |
| Quarto di miglio | 4°     | Oscar Goerke       | 34.8 secondi 1°, batteria 3       | 33.4 secondi 1°, semifinale 2    | Sconosciuto  |
| Quarto di miglio | 5°-8°  | Arthur F. Andrews  | Sconosciuto 2°, batteria 3        | Sconosciuto 3°-4°, semifinalee 2 | Eliminato    |
| Quarto di miglio | 5°-8°  | Frank Bizzoni      | Sconosciuto 2°, batteria 1        | Sconosciuto 3-4, semifinale 1    | Eliminato    |
| Quarto di miglio | 5°-8°  | Frank Montaldi     | Sconosciuto 2°, batteria 2        | Sconosciuto 3-4, semifinale 1    | Eliminato    |
| Quarto di miglio | 5°-8°  | Henry Wittman      | Sconosciuto 2°, batteria 4        | Sconosciuto 3-4, semifinale 2    | Eliminato    |
| Quarto di miglio | 9°-11° | Fred Grinham       | Sconosciuto 3°, batteria 3        | Eliminato                        | Eliminato    |
| Quarto di miglio | 9°-11° | Oscar Schwab       | Sconosciuto 3°, batteria 2        | Eliminato                        | Eliminato    |
| Quarto di miglio | 9°-11° | Anthony Williamsen | Sconosciuto 3°, batteria 4        | Eliminato                        | Eliminato    |
|                  |        |                    |                                   |                                  |              |
| Terzo di miglio  | 1°     | Marcus Hurley      | Sconosciuto 1°-2°, batteria 3 o 4 | 44,2 secondi 1°, semifinale 2    | 43,8 secondi |
| Terzo di miglio  | 2°     | Burton Downing     | Sconosciuto 1°-2°, batteria 3 o 4 | Sconosciuto 2°, semifinale 2     | Sconosciuto  |
| Terzo di miglio  | 3°     | Teddy Billington   | Sconosciuto 2°, batteria 1        | 50,2 secondi 1°, semifinale 1    | Sconosciuto  |
| Terzo di miglio  | 4°     | Charles Schlee     | Sconosciuto 1°, batteria 1        | Sconosciuto 2°, semifinale 1     | Sconosciuto  |
| Terzo di miglio  | 5°-8°  | Oscar Goerke       | Sconosciuto 1°, batteria 2        | Sconosciuto 3°-4°, semifinale 1  | Eliminato    |
| Terzo di miglio  | 5°-8°  | Fred Grinham       | Sconosciuto 2°, batteria 2        | Sconosciuto 3°-4°, semifinale 1  | Eliminato    |
| Terzo di miglio  | 5°-8°  | Sconosciuto        | Sconosciuto 1°-2°, batteria 3 o 4 | Sconosciuto 3°-4°, semifinale 2  | Eliminato    |
| Terzo di miglio  | 5°-8°  | Sconosciuto        | Sconosciuto 1°-2°, batteria 3 o 4 | Sconosciuto 3°-4°, semifinalee 2 | Eliminato    |
| Terzo di miglio  | 9-10   | Sconosciuto        | Sconosciuto 3°, batteria 3 o 4    | Eliminato                        | Eliminato    |
| Terzo di miglio  | 9-10   | Sconosciuto        | Sconosciuto 3°, batteria 3 o 4    | Eliminato                        | Eliminato    |
|                  |        |                    |                                   |                                  |              |
| Mezzo miglio     | 1°     | Marcus Hurley      | 1:08.6 1°, batteria 1             | 1:12.8 1°, semifinale 1          | 1:09.0       |
| Mezzo miglio     | 2°     | Teddy Billington   | 1:18.6 1°, batteria 3             | 1:09.0 1°, semifinale 2          | Sconosciuto  |
| Mezzo miglio     | 3°     | Burton Downing     | 1:13.6 1°, batteria 4             | Sconosciuto 2°, semifinale 2     | Sconosciuto  |
| Mezzo miglio     | 4°     | George E. Wiley    | Sconosciuto 2°, batteria 1        | Sconosciuto 2°, semifinale 1     | Sconosciuto  |
| Mezzo miglio     | 5°-8°  | Aimé Fritz         | 1:07.0 1°, batteria 2             | Sconosciuto 3°-4°, semifinale 1  | Eliminato    |
| Mezzo miglio     | 5°-8°  | Fred Grinham       | Sconosciuto 2°, batteria 4        | Sconosciuto 3°-4°, semifinale 2  | Eliminato    |
| Mezzo miglio     | 5°-8°  | Charles Schlee     | Sconosciuto 2°, batteria 2        | Sconosciuto 3°-4°, semifinale 1  | Eliminato    |
| Mezzo miglio     | 5°-8°  | Henry Wittman      | Sconosciuto 2°, batteria 3        | Sconosciuto 3°-4°, semifinale 2  | Eliminato    |
| Mezzo miglio     | 9°-16° | Arthur F. Andrews  | Sconosciuto 3°, batteria 1        | Eliminato                        | Eliminato    |
| Mezzo miglio     | 9°-16° | Oscar Goerke       | Sconosciuto 3°, batteria 2        | Eliminato                        | Eliminato    |
| Mezzo miglio     | 9°-16° | Leo Larson         | Sconosciuto 3°, batteria 4        | Eliminato                        | Eliminato    |
| Mezzo miglio     | 9°-16° | Joel N. McCrea     | Sconosciuto 4°, batteria ?        | Eliminato                        | Eliminato    |
| Mezzo miglio     | 9°-16° | Oscar Schwab       | Sconosciuto 4°, batteria ?        | Eliminato                        | Eliminato    |
| Mezzo miglio     | 9°-16° | Anthony Williamsen | Sconosciuto 3°, batteria 3        | Eliminato                        | Eliminato    |
| Mezzo miglio     | 9°-16° | Sconosciuto        | Sconosciuto 4°, batteria ?        | Eliminato                        | Eliminato    |
| Mezzo miglio     | 9°-16° | Sconosciuto        | Sconosciuto 4°, batteria ?        | Eliminato                        | Eliminato    |
|                  |        |                    |                                   |                                  |              |

| Evento    | Pos. | Ciclista           | Semifinali                     | Finale      |
| --------- | ---- | ------------------ | ------------------------------ | ----------- |
|           |      |                    |                                |             |
| Un miglio | 1°   | Marcus Hurley      | 2:34.2 1°, semifinale 1        | 2:41.6      |
| Un miglio | 2°   | Burton Downing     | 2:33.0 1°, semifinale 2        | Sconosciuto |
| Un miglio | 3°   | Teddy Billington   | Sconosciuto 2°, semifinale 2   | Sconosciuto |
| Un miglio | 4°   | Oscar Goerke       | Sconosciuto 2°, semifinale 1   | Sconosciuto |
| Un miglio | 5-7  | Charles Schlee     | Sconosciuto 3°, semifinale 1   | Eliminato   |
| Un miglio | 5-7  | George E. Wiley    | Sconosciuto 3°, semifinale 2   | Eliminato   |
| Un miglio | 5-7  | Anthony Williamsen | Sconosciuto 4°, semifinale 2   | Eliminato   |
| Un miglio | —    | Joel N. McCrea     | Non completato —, semifinale 1 | Eliminato   |
|           |      |                    |                                |             |

| Evento             | Pos. | Ciclista                 | Finale         |
| ------------------ | ---- | ------------------------ | -------------- |
|                    |      |                          |                |
| Due miglia         | 1°   | Burton Downing           | 4:57.8         |
| Due miglia         | 2°   | Oscar Goerke             | Sconosciuto    |
| Due miglia         | 3°   | Marcus Hurley            | Sconosciuto    |
| Due miglia         | 4°   | Teddy Billington         | Sconosciuto    |
| Due miglia         | 5-13 | Charles Schlee           | Sconosciuto    |
| Due miglia         | 5-13 | Sconosciuto              | Sconosciuto    |
| Due miglia         | 5-13 | Sconosciuto              | Sconosciuto    |
| Due miglia         | 5-13 | Sconosciuto              | Sconosciuto    |
| Due miglia         | 5-13 | Sconosciuto              | Sconosciuto    |
| Due miglia         | 5-13 | Sconosciuto              | Sconosciuto    |
| Due miglia         | 5-13 | Sconosciuto              | Sconosciuto    |
| Due miglia         | 5-13 | Sconosciuto              | Sconosciuto    |
| Due miglia         | 5-13 | Sconosciuto              | Sconosciuto    |
|                    |      |                          |                |
| Cinque miglia      | 1°   | Charles Schlee           | 13:08.2        |
| Cinque miglia      | 2°   | George E. Wiley          | Sconosciuto    |
| Cinque miglia      | 3°   | Arthur F. Andrews        | Sconosciuto    |
| Cinque miglia      | 4°   | Julius Schaefer          | Sconosciuto    |
| Cinque miglia      | ?    | Ciclista/i sconosciuto/i | Sconosciuto    |
| Cinque miglia      | —    | Teddy Billington         | Non completato |
| Cinque miglia      | —    | Burton Downing           | Non completato |
| Cinque miglia      | —    | Oscar Goerke             | Non completato |
| Cinque miglia      | —    | Marcus Hurley            | Non completato |
| Cinque miglia      | —    | Joel N. McCrea           | Non completato |
|                    |      |                          |                |
| Venticinque miglia | 1°   | Burton Downing           | 1:10:55.4      |
| Venticinque miglia | 2°   | Arthur F. Andrews        | Sconosciuto    |
| Venticinque miglia | 3°   | George E. Wiley          | Sconosciuto    |
| Venticinque miglia | 4°   | Samuel LaVoice           | Sconosciuto    |
| Venticinque miglia | —    | Teddy Billington         | Non completato |
| Venticinque miglia | —    | Oscar Goerke             | Non completato |
| Venticinque miglia | —    | Marcus Hurley            | Non completato |
| Venticinque miglia | —    | Julius Schaefer          | Non completato |
| Venticinque miglia | —    | Charles Schlee           | Non completato |
| Venticinque miglia | —    | Anthony Williamsen       | Non completato |
|                    |      |                          |                |

### Ginnastica
| Evento                | Pos. | Ginnasta                      | Punteggio |
| --------------------- | ---- | ----------------------------- | --------- |
|                       |      |                               |           |
| Concorso individuale  | 1°   | Julius Lenhart                | 69.80     |
| Concorso individuale  | 6°   | Otto Steffen                  | 67.03     |
| Concorso individuale  | 8°   | John Bissinger                | 66.57     |
| Concorso individuale  | 10°  | William Merz                  | 65.26     |
| Concorso individuale  | 11°  | Philip Kassel                 | 64.56     |
| Concorso individuale  | 12°  | Theodore Gross                | 64.39     |
| Concorso individuale  | 14°  | Otto Boehnke                  | 64.10     |
| Concorso individuale  | 15°  | William Andelfinger           | 63.53     |
| Concorso individuale  | 16°  | George Stapf                  | 63.47     |
| Concorso individuale  | 17°  | Charles Umbs                  | 63.19     |
| Concorso individuale  | 18°  | Anton Heida                   | 62.72     |
| Concorso individuale  | 20°  | Andreas Kempf                 | 62.57     |
| Concorso individuale  | 21°  | George Mayer                  | 61.66     |
| Concorso individuale  | 22°  | Fred Schmind                  | 61.40     |
| Concorso individuale  | 23°  | Andrew Neu                    | 61.21     |
| Concorso individuale  | 24°  | John Duha                     | 61.02     |
| Concorso individuale  | 25°  | Reinhard Wagner               | 60.73     |
| Concorso individuale  | 26°  | Lorenz Spann                  | 60.32     |
| Concorso individuale  | 27°  | Emil Rothe                    | 60.27     |
| Concorso individuale  | 28°  | Ragnar Berg                   | 60.24     |
| Concorso individuale  | 29°  | Robert Herrmann               | 59.99     |
| Concorso individuale  | 30°  | Emil Beyer                    | 59.70     |
| Concorso individuale  | 31°  | Max Hess                      | 59.29     |
| Concorso individuale  | 32°  | Edward Siegler                | 59.03     |
| Concorso individuale  | 33°  | Harry Hansen                  | 59.00     |
| Concorso individuale  | 34°  | Max Wolf                      | 57.85     |
| Concorso individuale  | 35°  | Frank Schicke                 | 57.47     |
| Concorso individuale  | 36°  | John Dellert                  | 57.41     |
| Concorso individuale  | 37°  | Charles Sorum                 | 57.40     |
| Concorso individuale  | 38°  | William Horschke              | 57.33     |
| Concorso individuale  | 39°  | Oliver Olsen                  | 57.27     |
| Concorso individuale  | 40°  | Rudolf Krupitzer              | 57.18     |
| Concorso individuale  | 41°  | Gustav Mueller                | 57.12     |
| Concorso individuale  | 42°  | Emil Schwegler                | 56.87     |
| Concorso individuale  | 43°  | Henry Koeder                  | 56.58     |
| Concorso individuale  | 44°  | Louis Kniep                   | 56.57     |
| Concorso individuale  | 45°  | William Traband               | 56.26     |
| Concorso individuale  | 46°  | Leander Keim                  | 56.16     |
| Concorso individuale  | 47°  | Ernst Reckeweg                | 56.15     |
| Concorso individuale  | 48°  | Charles Krause                | 56.11     |
| Concorso individuale  | 49°  | Jacob Hergenhahn              | 55.77     |
| Concorso individuale  | 50°  | Edward Hennig                 | 55.63     |
| Concorso individuale  | 51°  | Philip Schuster               | 55.44     |
| Concorso individuale  | 52°  | John Grieb                    | 55.21     |
| Concorso individuale  | 53°  | P. Gussmann                   | 54.92     |
| Concorso individuale  | 54°  | G. Hermerrling                | 54.87     |
| Concorso individuale  | 55°  | William Tritschler            | 54.73     |
| Concorso individuale  | 56°  | Christian Deubler             | 54.63     |
| Concorso individuale  | 57°  | Julian Schmitz                | 54.58     |
| Concorso individuale  | 58°  | Otto Neimand                  | 54.54     |
| Concorso individuale  | 59°  | Robert Maysack                | 54.53     |
| Concorso individuale  | 60°  | Emil Voigt                    | 54.33     |
| Concorso individuale  | 61°  | Anthony Jahnke                | 53.94     |
| Concorso individuale  | 62°  | Phillip Sonntag               | 53.83     |
| Concorso individuale  | 63°  | Oluf Landnes                  | 53.64     |
| Concorso individuale  | 64°  | George Aschenbrener           | 53.47     |
| Concorso individuale  | 65°  | John Wolf                     | 53.43     |
| Concorso individuale  | 66°  | Edward Tritschler             | 53.16     |
| Concorso individuale  | 67°  | Max Emmerich                  | 52.85     |
| Concorso individuale  | 68°  | Henry Prinzler                | 52.81     |
| Concorso individuale  | 69°  | Frank Raad                    | 52.39     |
| Concorso individuale  | 70°  | Leo Hunger                    | 52.22     |
| Concorso individuale  | 71°  | George Eyser                  | 52.20     |
| Concorso individuale  | 72°  | William Berwald               | 51.87     |
| Concorso individuale  | 73°  | George Mastrovich             | 51.83     |
| Concorso individuale  | 73°  | Martin Ludwig                 | 51.83     |
| Concorso individuale  | 75°  | M. Bascher                    | 51.53     |
| Concorso individuale  | 76°  | Henry Kraft                   | 51.40     |
| Concorso individuale  | 77°  | Willard Schrader              | 51.22     |
| Concorso individuale  | 78°  | James Dwyer                   | 51.00     |
| Concorso individuale  | 79°  | George Schroeder              | 50.90     |
| Concorso individuale  | 80°  | Robert Reynolds               | 50.74     |
| Concorso individuale  | 81°  | Harry Warnken                 | 50.53     |
| Concorso individuale  | 82°  | Bergin Nilsen                 | 50.45     |
| Concorso individuale  | 83°  | John Laichinger               | 50.00     |
| Concorso individuale  | 84°  | Rudolf Schrader               | 49.64     |
| Concorso individuale  | 85°  | Michael Lang                  | 49.44     |
| Concorso individuale  | 86°  | Charles Dellert               | 49.35     |
| Concorso individuale  | 87°  | Alvin Kritschmann             | 48.97     |
| Concorso individuale  | 88°  | Richard Tritschler            | 48.80     |
| Concorso individuale  | 89°  | Arthur Rosenkampff            | 48.34     |
| Concorso individuale  | 90°  | Clarence Lidington            | 48.30     |
| Concorso individuale  | 91°  | Henry Weyland                 | 47.94     |
| Concorso individuale  | 92°  | Ben Chimberoff                | 47.93     |
| Concorso individuale  | 93°  | K. Woerner                    | 47.67     |
| Concorso individuale  | 94°  | K. Roedek                     | 47.63     |
| Concorso individuale  | 95°  | M. Barry                      | 47.43     |
| Concorso individuale  | 96°  | P. Ritter                     | 47.09     |
| Concorso individuale  | 97°  | Otto Feyder                   | 47.05     |
| Concorso individuale  | 98°  | Bernard Berg                  | 46.73     |
| Concorso individuale  | 99°  | Max Thomas                    | 45.85     |
| Concorso individuale  | 100° | M. Fischer                    | 45.35     |
| Concorso individuale  | 101° | Charles Schwartz              | 45.34     |
| Concorso individuale  | 102° | Wilhelm Zabel                 | 45.13     |
| Concorso individuale  | 103° | Louis Rathke                  | 44.93     |
| Concorso individuale  | 104° | L. Guerner                    | 44.90     |
| Concorso individuale  | 105° | William Herzog                | 44.60     |
| Concorso individuale  | 106° | August Placke                 | 44.41     |
| Concorso individuale  | 106° | Otto Roissner                 | 44.41     |
| Concorso individuale  | 108° | Paul Stendel                  | 43.38     |
| Concorso individuale  | 109° | Arthur Sundbye                | 43.21     |
| Concorso individuale  | 110° | Christian Sperl               | 42.66     |
| Concorso individuale  | 111° | William Kruppinger            | 42.50     |
| Concorso individuale  | 112° | John Wassow                   | 42.46     |
| Concorso individuale  | 113° | Walter Real                   | 42.44     |
| Concorso individuale  | 114° | John Miesel                   | 41.97     |
| Concorso individuale  | 115° | Otto Thomsen                  | 41.67     |
| Concorso individuale  | 116° | Edmund Pueschel               | 40.36     |
| Concorso individuale  | 117° | Otto Knerr                    | 39.87     |
| Concorso individuale  | 118° | William Friedrich             | 39.57     |
| Concorso individuale  | 119° | Theodore Studier              | 13.14     |
|                       |      |                               |           |
| Concorso - Tre eventi | 2°   | Julius Lenhart                | 43.00     |
| Concorso - Tre eventi | 6°   | Otto Steffen                  | 39.53     |
| Concorso - Tre eventi | 7°   | William Andelfinger           | 39.03     |
| Concorso - Tre eventi | 8°   | Andreas Kempf                 | 38.97     |
| Concorso - Tre eventi | 10°  | George Eyser                  | 38.70     |
| Concorso - Tre eventi | 12°  | Anton Heida                   | 37.72     |
| Concorso - Tre eventi | 14°  | John Bissinger                | 37.57     |
| Concorso - Tre eventi | 15°  | Charles Umbs                  | 37.49     |
| Concorso - Tre eventi | 16°  | Theodore Gross                | 37.19     |
| Concorso - Tre eventi | 18°  | Otto Boehnke                  | 36.50     |
| Concorso - Tre eventi | 19°  | Philip Kassel                 | 35.66     |
| Concorso - Tre eventi | 20°  | William Horschke              | 35.63     |
| Concorso - Tre eventi | 21°  | Emil Schwegler                | 35.57     |
| Concorso - Tre eventi | 22°  | John Duha                     | 35.32     |
| Concorso - Tre eventi | 23°  | George Stapf                  | 35.27     |
| Concorso - Tre eventi | 24°  | William Merz                  | 35.26     |
| Concorso - Tre eventi | 25°  | Gustav Mueller                | 35.12     |
| Concorso - Tre eventi | 26°  | Emil Rothe                    | 34.87     |
| Concorso - Tre eventi | 27°  | Harry Hansen                  | 34.20     |
| Concorso - Tre eventi | 28°  | G. Hermerrling                | 33.97     |
| Concorso - Tre eventi | 29°  | Reinhard Wagner               | 33.73     |
| Concorso - Tre eventi | 30°  | John Dellert                  | 33.71     |
| Concorso - Tre eventi | 31°  | Charles Sorum                 | 33.40     |
| Concorso - Tre eventi | 32°  | Julian Schmitz                | 33.38     |
| Concorso - Tre eventi | 33°  | Max Wolf                      | 33.25     |
| Concorso - Tre eventi | 34°  | Emil Beyer                    | 33.20     |
| Concorso - Tre eventi | 35°  | Robert Herrmann               | 32.99     |
| Concorso - Tre eventi | 36°  | Lorenz Spann                  | 32.92     |
| Concorso - Tre eventi | 37°  | Fred Schmind                  | 32.90     |
| Concorso - Tre eventi | 38°  | Ragnar Berg                   | 32.85     |
| Concorso - Tre eventi | 39°  | George Mayer                  | 32.66     |
| Concorso - Tre eventi | 40°  | Andrew Neu                    | 32.61     |
| Concorso - Tre eventi | 41°  | William Traband               | 31.96     |
| Concorso - Tre eventi | 42°  | Emil Voigt                    | 31.93     |
| Concorso - Tre eventi | 43°  | P. Gussmann                   | 31.82     |
| Concorso - Tre eventi | 44°  | Rudolf Krupitzer              | 31.68     |
| Concorso - Tre eventi | 45°  | Charles Krause                | 31.61     |
| Concorso - Tre eventi | 46°  | Martin Ludwig                 | 31.43     |
| Concorso - Tre eventi | 47°  | Christian Deubler             | 31.13     |
| Concorso - Tre eventi | 48°  | Frank Raad                    | 30.89     |
| Concorso - Tre eventi | 49°  | Oliver Olsen                  | 30.87     |
| Concorso - Tre eventi | 50°  | Max Hess                      | 30.79     |
| Concorso - Tre eventi | 51°  | Jacob Hergenhahn              | 30.77     |
| Concorso - Tre eventi | 52°  | Louis Kniep                   | 30.67     |
| Concorso - Tre eventi | 53°  | Edward Siegler                | 30.63     |
| Concorso - Tre eventi | 54°  | Philip Schuster               | 30.34     |
| Concorso - Tre eventi | 55°  | Robert Maysack                | 30.33     |
| Concorso - Tre eventi | 56°  | M. Bascher                    | 30.13     |
| Concorso - Tre eventi | 57°  | Alvin Kritschmann             | 30.07     |
| Concorso - Tre eventi | 58°  | Henry Koeder                  | 29.98     |
| Concorso - Tre eventi | 59°  | Edward Hennig                 | 29.93     |
| Concorso - Tre eventi | 60°  | Leander Keim                  | 29.76     |
| Concorso - Tre eventi | 61°  | William Tritschler            | 29.73     |
| Concorso - Tre eventi | 62°  | Edward Tritschler             | 29.66     |
| Concorso - Tre eventi | 63°  | Frank Schicke                 | 29.07     |
| Concorso - Tre eventi | 64°  | Charles Dellert               | 29.05     |
| Concorso - Tre eventi | 65°  | Henry Kraft                   | 28.70     |
| Concorso - Tre eventi | 66°  | K. Roedek                     | 28.63     |
| Concorso - Tre eventi | 67°  | Ernst Reckeweg                | 28.35     |
| Concorso - Tre eventi | 68°  | Rudolf Schrader               | 28.34     |
| Concorso - Tre eventi | 69°  | George Aschenbrener           | 27.97     |
| Concorso - Tre eventi | 69°  | K. Woerner                    | 27.97     |
| Concorso - Tre eventi | 71°  | George Mastrovich             | 27.73     |
| Concorso - Tre eventi | 71°  | John Wolf                     | 27.73     |
| Concorso - Tre eventi | 73°  | Phillip Sonntag               | 27.63     |
| Concorso - Tre eventi | 74°  | Anthony Jahnke                | 27.54     |
| Concorso - Tre eventi | 75°  | M. Barry                      | 27.33     |
| Concorso - Tre eventi | 76°  | Arthur Rosenkampff            | 27.24     |
| Concorso - Tre eventi | 77°  | James Dwyer                   | 26.70     |
| Concorso - Tre eventi | 78°  | Michael Lang                  | 26.44     |
| Concorso - Tre eventi | 78°  | Oluf Landnes                  | 26.44     |
| Concorso - Tre eventi | 80°  | Henry Prinzler                | 26.41     |
| Concorso - Tre eventi | 81°  | Richard Tritschler            | 26.40     |
| Concorso - Tre eventi | 82°  | Leo Hunger                    | 26.32     |
| Concorso - Tre eventi | 83°  | Charles Schwartz              | 26.24     |
| Concorso - Tre eventi | 84°  | Otto Neimand                  | 26.14     |
| Concorso - Tre eventi | 85°  | Bergin Nilsen                 | 26.05     |
| Concorso - Tre eventi | 86°  | Henry Weyland                 | 25.54     |
| Concorso - Tre eventi | 87°  | George Schroeder              | 25.50     |
| Concorso - Tre eventi | 88°  | Harry Warnken                 | 25.43     |
| Concorso - Tre eventi | 89°  | William Berwald               | 25.27     |
| Concorso - Tre eventi | 90°  | John Grieb                    | 25.21     |
| Concorso - Tre eventi | 91°  | Willard Schrader              | 24.72     |
| Concorso - Tre eventi | 92°  | Ben Chimberoff                | 24.53     |
| Concorso - Tre eventi | 93°  | P. Ritter                     | 24.29     |
| Concorso - Tre eventi | 94°  | M. Fischer                    | 24.15     |
| Concorso - Tre eventi | 95°  | Wilhelm Zabel                 | 23.63     |
| Concorso - Tre eventi | 96°  | William Herzog                | 23.50     |
| Concorso - Tre eventi | 97°  | Bernard Berg                  | 23.33     |
| Concorso - Tre eventi | 98°  | August Placke                 | 23.11     |
| Concorso - Tre eventi | 99°  | Arthur Sundbye                | 23.01     |
| Concorso - Tre eventi | 100° | Max Emmerich                  | 22.85     |
| Concorso - Tre eventi | 101° | Paul Stendel                  | 22.48     |
| Concorso - Tre eventi | 102° | Robert Reynolds               | 22.44     |
| Concorso - Tre eventi | 103° | John Laichinger               | 22.30     |
| Concorso - Tre eventi | 104° | Walter Real                   | 22.24     |
| Concorso - Tre eventi | 105° | Otto Roissner                 | 21.90     |
| Concorso - Tre eventi | 106° | William Friedrich             | 21.87     |
| Concorso - Tre eventi | 107° | Otto Feyder                   | 21.85     |
| Concorso - Tre eventi | 108° | Clarence Lidington            | 21.80     |
| Concorso - Tre eventi | 109° | John Miesel                   | 21.77     |
| Concorso - Tre eventi | 110° | L. Guerner                    | 21.70     |
| Concorso - Tre eventi | 111° | Christian Sperl               | 21.36     |
| Concorso - Tre eventi | 112° | William Kruppinger            | 21.20     |
| Concorso - Tre eventi | 113° | Edmund Pueschel               | 21.06     |
| Concorso - Tre eventi | 114° | Louis Rathke                  | 19.83     |
| Concorso - Tre eventi | 115° | Otto Knerr                    | 19.47     |
| Concorso - Tre eventi | 116° | Max Thomas                    | 19.45     |
| Concorso - Tre eventi | 117° | Otto Thomsen                  | 18.07     |
| Concorso - Tre eventi | 118° | John Wassow                   | 16.96     |
| Concorso - Tre eventi | 119° | Theodore Studier              | 13.14     |
|                       |      |                               |           |
| Concorso a squadre    | 1°   | Philadelphia Turngemeinde     | 370.13    |
| Concorso a squadre    | 2°   | New York Turnverein           | 356.37    |
| Concorso a squadre    | 3°   | Central Turnverein            | 352.79    |
| Concorso a squadre    | 4°   | Concordia Turnverein          | 344.01    |
| Concorso a squadre    | 5°   | South St. Louis Turnverein    | 338.32    |
| Concorso a squadre    | 6°   | Norwegier Turnverein          | 338.00    |
| Concorso a squadre    | 7°   | Turnverein Vorwärts Chicago   | 329.68    |
| Concorso a squadre    | 8°   | Davenport Turngemeinde        | 325.52    |
| Concorso a squadre    | 9°   | La Salle Turnverein           | 318.13    |
| Concorso a squadre    | 10°  | Passaic Turnverein            | 301.39    |
| Concorso a squadre    | 11°  | Milwaukee Turnverein          | 286.97    |
| Concorso a squadre    | 12°  | Socialer Turnverein           | 273.65    |
| Concorso a squadre    | 13°  | Turnverein Vorwärts Cleveland | 271.84    |
|                       |      |                               |           |

| Evento                    | Pos.  | Ginnasta       | Punteggio   |
| ------------------------- | ----- | -------------- | ----------- |
|                           |       |                |             |
| Concorso - Quattro eventi | 1°    | Anton Heida    | 161         |
| Concorso - Quattro eventi | 2°    | George Eyser   | 152         |
| Concorso - Quattro eventi | 3°    | William Merz   | 135         |
| Concorso - Quattro eventi | 4°    | John Duha      | Sconosciuto |
| Concorso - Quattro eventi | 5°    | Edward Hennig  | Sconosciuto |
|                           |       |                |             |
| Parallele                 | 1°    | George Eyser   | 44          |
| Parallele                 | 2°    | Anton Heida    | 43          |
| Parallele                 | 3°    | John Duha      | 40          |
| Parallele                 | 4-5   | Edward Hennig  | Sconosciuto |
| Parallele                 | 4-5   | William Merz   | Sconosciuto |
|                           |       |                |             |
| Sbarra                    | 1°    | Anton Heida    | 40          |
| Sbarra                    | 1°    | Edward Hennig  | 40          |
| Sbarra                    | 3°    | George Eyser   | 39          |
| Sbarra                    | 4°-5° | John Duha      | Sconosciuto |
| Sbarra                    | 4°-5° | William Merz   | Sconosciuto |
|                           |       |                |             |
| Volteggio a cavallo       | 1°    | George Eyser   | 36          |
| Volteggio a cavallo       | 1°    | Anton Heida    | 36          |
| Volteggio a cavallo       | 3°    | William Merz   | 31          |
| Volteggio a cavallo       | 4°-5° | John Duha      | Sconosciuto |
| Volteggio a cavallo       | 4°-5° | Edward Hennig  | Sconosciuto |
|                           |       |                |             |
| Cavallo con maniglie      | 1°    | Anton Heida    | 42          |
| Cavallo con maniglie      | 2°    | George Eyser   | 33          |
| Cavallo con maniglie      | 3°    | William Merz   | 29          |
| Cavallo con maniglie      | 4-5   | John Duha      | Sconosciuto |
| Cavallo con maniglie      | 4-5   | Edward Hennig  | Sconosciuto |
|                           |       |                |             |
| Anelli                    | 1°    | Herman Glass   | 45          |
| Anelli                    | 2°    | William Merz   | 35          |
| Anelli                    | 3°    | Emil Voigt     | 32          |
|                           |       |                |             |
| Salita alla fune          | 1°    | George Eyser   | 7.0         |
| Salita alla fune          | 2°    | Charles Krause | 7.2         |
| Salita alla fune          | 3°    | Emil Voigt     | 9.8         |
|                           |       |                |             |
| Rotazione con le clave    | 1°    | Edward Hennig  | 13          |
| Rotazione con le clave    | 2°    | Emil Voigt     | 9           |
| Rotazione con le clave    | 3°    | Ralph Wilson   | 5           |
|                           |       |                |             |

### Golf
| Evento               | Pos.    | Golfista             | Qualificazione | Sedicesimi                    | Ottavi                      | Quarti                     | Semifinale                 | Finale                   |
| -------------------- | ------- | -------------------- | -------------- | ----------------------------- | --------------------------- | -------------------------- | -------------------------- | ------------------------ |
|                      |         |                      |                |                               |                             |                            |                            |                          |
| Individuale maschile | 2°      | Chandler Egan        | 166 (6th)      | Sconfigge Harold Fraser       | Sconfigge Nathaniel Moore   | Sconfigge Harry Allen      | Sconfigge Burt McKinnie    | Sconfitto da George Lyon |
| Individuale maschile | 3°      | Burt McKinnie        | 170 (11°)      | Sconfigge Harry Weber         | Sconfigge Robert Hunter     | Sconfigge Ned Sawyer       | Sconfitto da Chandler Egan | Eliminato                |
| Individuale maschile | 3°      | Frank Newton         | 164 (3°)       | Sconfigge Ned Cummins         | Sconfigge Allan Lard        | Sconfigge Mason Phelps     | Sconfitto da George Lyon   | Eliminato                |
| Individuale maschile | 5°-8°   | Harry Allen          | 178 (22°)      | Sconfigge Warren Wood         | Sconfigge Art Stickney      | Sconfitto da Chandler Egan | Eliminato                  | Eliminato                |
| Individuale maschile | 5°-8°   | Albert Lambert       | 168 (8°)       | Sconfigge Walter Egan         | Sconfigge Ralph McKittrick  | Sconfitto da George Lyon   | Eliminato                  | Eliminato                |
| Individuale maschile | 5°-8°   | Mason Phelps         | 166 (6°)       | Sconfigge Fred Semple         | Sconfigge Arthur Havemeyer  | Sconfitto da Frank Newton  | Eliminato                  | Eliminato                |
| Individuale maschile | 5°-8°   | Ned Sawyer           | 169 (9°)       | Sconfigge Lee Carleton        | Sconfigge Simpson Foulis    | Sconfitto da Burt McKinnie | Eliminato                  | Eliminato                |
| Individuale maschile | 9°-16°  | Simpson Foulis       | 174 (16°)      | Sconfigge Henry Potter        | Sconfitto da Ned Sawyer     | Eliminato                  | Eliminato                  | Eliminato                |
| Individuale maschile | 9°-16°  | Arthur Havemeyer     | 178 (22°)      | Sconfigge Sim Price           | Sconfitto da Mason Phelps   | Eliminato                  | Eliminato                  | Eliminato                |
| Individuale maschile | 9°-16°  | Robert Hunter        | 171 (14°)      | Sconfigge Raymond Havemeyer   | Sconfitto da Burt McKinnie  | Eliminato                  | Eliminato                  | Eliminato                |
| Individuale maschile | 9°-16°  | Allan Lard           | 183 (29°)      | Sconfigge Abner Vickery       | Sconfitto da Frank Newton   | Eliminato                  | Eliminato                  | Eliminato                |
| Individuale maschile | 9°-16°  | Ralph McKittrick     | 163 (1°)       | Sconfigge Doug Cadwallader    | Sconfitto da Albert Lambert | Eliminato                  | Eliminato                  | Eliminato                |
| Individuale maschile | 9°-16°  | Nathaniel Moore      | 177 (19°)      | Sconfigge Orus Jones          | Sconfitto da Chandler Egan  | Eliminato                  | Eliminato                  | Eliminato                |
| Individuale maschile | 9°-16°  | Stu Stickney         | 163 (1°)       | Sconfigge William Smith       | Sconfitto da George Lyon    | Eliminato                  | Eliminato                  | Eliminato                |
| Individuale maschile | 9°-16°  | Art Stickney         | 165 (4°)       | Sconfigge Clement Smoot       | Sconfitto da Harry Allen    | Eliminato                  | Eliminato                  | Eliminato                |
| Individuale maschile | 17°-32° | Doug Cadwallader     | 170 (11°)      | Sconfitto da Ralph McKittrick | Eliminato                   | Eliminato                  | Eliminato                  | Eliminato                |
| Individuale maschile | 17°-32° | Jack Cady            | 182 (27°)      | Sconfitto da George Lyon      | Eliminato                   | Eliminato                  | Eliminato                  | Eliminato                |
| Individuale maschile | 17°-32° | Lee Carleton         | 174 (16°)      | Sconfitto da Ned Sawyer       | Eliminato                   | Eliminato                  | Eliminato                  | Eliminato                |
| Individuale maschile | 17°-32° | Ned Cummins          | 179 (25°)      | Sconfitto da Frank Newton     | Eliminato                   | Eliminato                  | Eliminato                  | Eliminato                |
| Individuale maschile | 17°-32° | Walter Egan          | 165 (4°)       | Sconfitto da Albert Lambert   | Eliminato                   | Eliminato                  | Eliminato                  | Eliminato                |
| Individuale maschile | 17°-32° | Harold Fraser        | 183 (29°)      | Sconfitto da Chandler Egan    | Eliminato                   | Eliminato                  | Eliminato                  | Eliminato                |
| Individuale maschile | 17°-32° | Raymond Havemeyer    | 183 (29°)      | Sconfitto da Robert Hunter    | Eliminato                   | Eliminato                  | Eliminato                  | Eliminato                |
| Individuale maschile | 17°-32° | Orus Jones           | 177 (19°)      | Sconfitto da Nathaniel Moore  | Eliminato                   | Eliminato                  | Eliminato                  | Eliminato                |
| Individuale maschile | 17°-32° | Henry Potter         | 173 (15°)      | Sconfitto da Simpson Foulis   | Eliminato                   | Eliminato                  | Eliminato                  | Eliminato                |
| Individuale maschile | 17°-32° | Sim Price            | 177 (19°)      | Sconfitto da Arthur Havemeyer | Eliminato                   | Eliminato                  | Eliminato                  | Eliminato                |
| Individuale maschile | 17°-32° | Fred Semple          | 180 (26°)      | Sconfitto da Mason Phelps     | Eliminato                   | Eliminato                  | Eliminato                  | Eliminato                |
| Individuale maschile | 17°-32° | William Smith        | 183 (29°)      | Sconfitto da Stu Stickney     | Eliminato                   | Eliminato                  | Eliminato                  | Eliminato                |
| Individuale maschile | 17°-32° | Clement Smoot        | 178 (22°)      | Sconfitto da Art Stickney     | Eliminato                   | Eliminato                  | Eliminato                  | Eliminato                |
| Individuale maschile | 17°-32° | Abner Vickery        | 182 (27°)      | Sconfitto da Allan Lard       | Eliminato                   | Eliminato                  | Eliminato                  | Eliminato                |
| Individuale maschile | 17°-32° | Harry Weber          | 174 (16°)      | Sconfitto da Burt McKinnie    | Eliminato                   | Eliminato                  | Eliminato                  | Eliminato                |
| Individuale maschile | 17°-32° | Warren Wood          | 170 (11°)      | Sconfitto da Harry Allen      | Eliminato                   | Eliminato                  | Eliminato                  | Eliminato                |
| Individuale maschile | 33°     | Bart Adams           | 184            | Eliminato                     | Eliminato                   | Eliminato                  | Eliminato                  | Eliminato                |
| Individuale maschile | 33°     | William Burton       | 184            | Eliminato                     | Eliminato                   | Eliminato                  | Eliminato                  | Eliminato                |
| Individuale maschile | 35°     | Tim Boyd             | 185            | Eliminato                     | Eliminato                   | Eliminato                  | Eliminato                  | Eliminato                |
| Individuale maschile | 35°     | Charles Scudder      | 185            | Eliminato                     | Eliminato                   | Eliminato                  | Eliminato                  | Eliminato                |
| Individuale maschile | 37°     | Edwin Hunter         | 187            | Eliminato                     | Eliminato                   | Eliminato                  | Eliminato                  | Eliminato                |
| Individuale maschile | 37°     | Harold Simpkins      | 187            | Eliminato                     | Eliminato                   | Eliminato                  | Eliminato                  | Eliminato                |
| Individuale maschile | 39°     | John Rahm            | 188            | Eliminato                     | Eliminato                   | Eliminato                  | Eliminato                  | Eliminato                |
| Individuale maschile | 40°     | Arthur Hussey        | 191            | Eliminato                     | Eliminato                   | Eliminato                  | Eliminato                  | Eliminato                |
| Individuale maschile | 40°     | Herbert Sumney       | 191            | Eliminato                     | Eliminato                   | Eliminato                  | Eliminato                  | Eliminato                |
| Individuale maschile | 42°     | E. Campbell Brown    | 192            | Eliminato                     | Eliminato                   | Eliminato                  | Eliminato                  | Eliminato                |
| Individuale maschile | 42°     | Henry Case           | 192            | Eliminato                     | Eliminato                   | Eliminato                  | Eliminato                  | Eliminato                |
| Individuale maschile | 42°     | E. M. Davis          | 192            | Eliminato                     | Eliminato                   | Eliminato                  | Eliminato                  | Eliminato                |
| Individuale maschile | 45°     | Robert Thach         | 195            | Eliminato                     | Eliminato                   | Eliminato                  | Eliminato                  | Eliminato                |
| Individuale maschile | 45°     | George Powell        | 195            | Eliminato                     | Eliminato                   | Eliminato                  | Eliminato                  | Eliminato                |
| Individuale maschile | 45°     | C. E. Willard        | 195            | Eliminato                     | Eliminato                   | Eliminato                  | Eliminato                  | Eliminato                |
| Individuale maschile | 48°     | Clarkson Potter      | 196            | Eliminato                     | Eliminato                   | Eliminato                  | Eliminato                  | Eliminato                |
| Individuale maschile | 48°     | George A. Thomas     | 196            | Eliminato                     | Eliminato                   | Eliminato                  | Eliminato                  | Eliminato                |
| Individuale maschile | 50°     | George Oliver        | 197            | Eliminato                     | Eliminato                   | Eliminato                  | Eliminato                  | Eliminato                |
| Individuale maschile | 51°     | W. A. Hersey         | 198            | Eliminato                     | Eliminato                   | Eliminato                  | Eliminato                  | Eliminato                |
| Individuale maschile | 52°     | J. S. Brandt         | 199            | Eliminato                     | Eliminato                   | Eliminato                  | Eliminato                  | Eliminato                |
| Individuale maschile | 52°     | E. C. Edmunds        | 199            | Eliminato                     | Eliminato                   | Eliminato                  | Eliminato                  | Eliminato                |
| Individuale maschile | 54°     | F. C. Newberry       | 201            | Eliminato                     | Eliminato                   | Eliminato                  | Eliminato                  | Eliminato                |
| Individuale maschile | 55°     | A. H. Annan          | 202            | Eliminato                     | Eliminato                   | Eliminato                  | Eliminato                  | Eliminato                |
| Individuale maschile | 55°     | L. J. Hazelton       | 202            | Eliminato                     | Eliminato                   | Eliminato                  | Eliminato                  | Eliminato                |
| Individuale maschile | 57°     | Murray Carleton      | 203            | Eliminato                     | Eliminato                   | Eliminato                  | Eliminato                  | Eliminato                |
| Individuale maschile | 58°     | Louis Allis          | 205            | Eliminato                     | Eliminato                   | Eliminato                  | Eliminato                  | Eliminato                |
| Individuale maschile | 59°     | John Watson          | 206            | Eliminato                     | Eliminato                   | Eliminato                  | Eliminato                  | Eliminato                |
| Individuale maschile | 60°     | Jarvis Hunt          | 207            | Eliminato                     | Eliminato                   | Eliminato                  | Eliminato                  | Eliminato                |
| Individuale maschile | 60°     | Alexander Mackintosh | 207            | Eliminato                     | Eliminato                   | Eliminato                  | Eliminato                  | Eliminato                |
| Individuale maschile | 62°     | Wallace Shaw         | 209            | Eliminato                     | Eliminato                   | Eliminato                  | Eliminato                  | Eliminato                |
| Individuale maschile | 62°     | William Withers      | 209            | Eliminato                     | Eliminato                   | Eliminato                  | Eliminato                  | Eliminato                |
| Individuale maschile | 64°     | J. J. Howard         | 210            | Eliminato                     | Eliminato                   | Eliminato                  | Eliminato                  | Eliminato                |
| Individuale maschile | 66°     | J. L. Stack          | 213            | Eliminato                     | Eliminato                   | Eliminato                  | Eliminato                  | Eliminato                |
| Individuale maschile | 66°     | Meade Yates          | 213            | Eliminato                     | Eliminato                   | Eliminato                  | Eliminato                  | Eliminato                |
| Individuale maschile | 68°     | William Groseclose   | 214            | Eliminato                     | Eliminato                   | Eliminato                  | Eliminato                  | Eliminato                |
| Individuale maschile | 68°     | Simon Harbaugh       | 214            | Eliminato                     | Eliminato                   | Eliminato                  | Eliminato                  | Eliminato                |
| Individuale maschile | 70°     | E. W. Lansing        | 219            | Eliminato                     | Eliminato                   | Eliminato                  | Eliminato                  | Eliminato                |
| Individuale maschile | 71°     | Edward Gould         | 222            | Eliminato                     | Eliminato                   | Eliminato                  | Eliminato                  | Eliminato                |
| Individuale maschile | 72°     | Clarence Angier      | 226            | Eliminato                     | Eliminato                   | Eliminato                  | Eliminato                  | Eliminato                |
| Individuale maschile | 74°     | Edgecomb Lee Jones   | 240            | Eliminato                     | Eliminato                   | Eliminato                  | Eliminato                  | Eliminato                |
| Individuale maschile | —       | Charles Cory         | DNF            | Eliminato                     | Eliminato                   | Eliminato                  | Eliminato                  | Eliminato                |
|                      |         |                      |                |                               |                             |                            |                            |                          |

| Evento                  | Pos. | Squadra | Totale |
| ----------------------- | ---- | --- | ------ |
|                         |      | |        |
| Gara a squadre maschile | 1°   | Western Golf Association Chandler Egan, Ned Sawyer, Robert Hunter, Ken Edwards, Clement Smoot, Warren Wood, Mason Phelps, Walter Egan, Ned Cummins, Nathaniel Moore              | 1749   |
| Gara a squadre maschile | 2°   | Trans-Mississippi Golf Association Frank Newton, Henry Potter, Ralph McKittrick, Albert Lambert, Fred Semple, Stu Stickney, Burt McKinnie, Art Stickney, John Maxwell, Jack Cady | 1770   |
| Gara a squadre maschile | 3°   | United States Golf Association Doug Cadwallader, Allan Lard, Lee Carleton, Sim Price, Harry Weber, John Rahm, Arthur Hussey, Orus Jones, Harold Fraser, George Oliver            | 1839   |
|                         |      | |        |

### Lacrosse
| Evento          | Pos. | Squadra                                | Semifinali               | Finale                              |
| --------------- | ---- | -------------------------------------- | ------------------------ | ----------------------------------- |
|                 |      |                                        |                          |                                     |
| Torneo maschile | 2°   | St. Louis Amateur Athletic Association | Sconfigge Mohawk Indians | Sconfitti da Shamrock Lacrosse Team |
|                 |      |                                        |                          |                                     |

### Lotta
| Evento             | Pos. | Lottatore           | Semifinali                    | Finale                      |
| ------------------ | ---- | ------------------- | ----------------------------- | --------------------------- |
|                    |      |                     |                               |                             |
| Pesi mosca leggeri | 1°   | Robert Curry        | Sconfigge Gustav Tiefenthaler | Sconfigge John Hein         |
| Pesi mosca leggeri | 2°   | John Hein           | Sconfigge Claude Holgate      | Sconfitto da Robert Curry   |
| Pesi mosca leggeri | 3°   | Gustav Tiefenthaler | Sconfitto da Robert Curry     | Eliminato                   |
| Pesi mosca leggeri | 4°   | Claude Holgate      | Sconfitto da John Hein        | Eliminato                   |
|                    |      |                     |                               |                             |
| Pesi mosca         | 1°   | George Mehnert      | Bye                           | Sconfigge Gustave Bauer     |
| Pesi mosca         | 2°   | Gustave Bauer       | Sconfigge William Nelson      | Sconfitto da George Mehnert |
| Pesi mosca         | 3°   | William Nelson      | Sconfitto da Gustave Bauer    | Eliminato                   |
|                    |      |                     |                               |                             |

| Evento     | Pos.  | Lottatore          | Quarti                         | Semifinali                           | Finale                               |
| ---------- | ----- | ------------------ | ------------------------------ | ------------------------------------ | ------------------------------------ |
|            |       |                    |                                |                                      |                                      |
| Pesi gallo | 1°    | Jack Niflot        | Sconfigge Louis Strebler       | Sconfigge J. M. Cardwell             | Sconfigge Gus Wester                 |
| Pesi gallo | 2°    | Gus Wester         | Sconfigge Charles Stevens      | Sconfigge Milton Whitehurst          | Sconfitto da Jack Niflot             |
| Pesi gallo | 3°    | Louis Strebler     | Sconfitto da Jack Niflot       | Dettagli sconosciuti sul terzo posto | Dettagli sconosciuti sul terzo posto |
| Pesi gallo | 4°-6° | J. M. Cardwell     | Bye                            | Sconfitto da Jack Niflot             | Dettagli sconosciuti sul terzo posto |
| Pesi gallo | 4°-6° | Charles Stevens    | Sconfitto da Gus Wester        | Dettagli sconosciuti sul terzo posto | Dettagli sconosciuti sul terzo posto |
| Pesi gallo | 4°-6° | Milton Whitehurst  | Sconfigge Frederick Ferguson   | Sconfitto da Gus Wester              | Dettagli sconosciuti sul terzo posto |
| Pesi gallo | 7°    | Frederick Ferguson | Sconfitto da Milton Whitehurst | Eliminato                            | Eliminato                            |
|            |       |                    |                                |                                      |                                      |

| Evento       | Pos.  | Lottatore           | Ottavi                        | Quarti                               | Semifinali                           | Finale                               |                                      |
| ------------ | ----- | ------------------- | ----------------------------- | ------------------------------------ | ------------------------------------ | ------------------------------------ | ------------------------------------ |
|              |       |                     |                               |                                      |                                      |                                      |                                      |
| Pesi piuma   | 1°    | Ben Bradshaw        | Bye                           | Sconfigge Frederick Ferguson         | Sconfigge Charles Clapper            | Sconfigge Ted McLear                 |                                      |
| Pesi piuma   | 2°    | Ted McLear          | Bye                           | Sconfigge Louis Strebler             | Sconfigge Dietrich Wortmann          | Sconfitto da Ben Bradshaw            |                                      |
| Pesi piuma   | 3°    | Charles Clapper     | Bye                           | Sconfigge Edward Babcock             | Sconfitto da Ben Bradshaw            | Dettagli sconosciuti sul terzo posto |                                      |
| Pesi piuma   | 4°    | Frederick Ferguson  | Bye                           | Sconfitto da Ben Bradshaw            | Dettagli sconosciuti sul terzo posto | Dettagli sconosciuti sul terzo posto |                                      |
| Pesi piuma   | 5°-6° | Louis Strebler      | Bye                           | Sconfitto da Ted McLear              | Dettagli sconosciuti sul terzo posto | Dettagli sconosciuti sul terzo posto |                                      |
| Pesi piuma   | 5°-6° | Dietrich Wortmann   | Bye                           | Sconfigge Max Miller                 | Sconfitto da Ted McLear              | Dettagli sconosciuti sul terzo posto |                                      |
| Pesi piuma   | 7°-8° | Edward Babcock      | Sconfigge Hugo Toeppen        | Sconfitto da Charles Clapper         | Eliminato                            | Eliminato                            |                                      |
| Pesi piuma   | 7°-8° | Max Miller          | Bye                           | Sconfitto da Dietrich Wortmann       | Eliminato                            | Eliminato                            |                                      |
| Pesi piuma   | 9°    | Hugo Toeppen        | Sconfitto da Edward Babcock   | Eliminato                            | Eliminato                            | Eliminato                            |                                      |
|              |       |                     |                               |                                      |                                      |                                      |                                      |
| Pesi leggeri | 1°    | Otto Roehm          | Sconfigge Fred Koenig         | Sconfigge Fred Huseman               | Sconfigge Al Zirkel                  | Sconfigge Rudolph Tesing             |                                      |
| Pesi leggeri | 2°    | Rudolph Tesing      | Bye                           | Sconfigge Rudolph Wolken             | Sconfigge William Hennessy           | Sconfitto da Otto Roehm              |                                      |
| Pesi leggeri | 3°    | Al Zirkel           | Bye                           | Sconfigge Charles Haberkorn          | Sconfitto da Otto Roehm              | Dettagli sconosciuti sul terzo posto |                                      |
| Pesi leggeri | 4-7   | William Hennessy    | Bye                           | Sconfigge Charles Eng                | Sconfitto da Rudolph Tesing          | Dettagli sconosciuti sul terzo posto |                                      |
| Pesi leggeri | 4-7   | Fred Huseman        | Sconfigge Jerry Winholtz      | Sconfitto da Otto Roehm              | Dettagli sconosciuti sul terzo posto | Dettagli sconosciuti sul terzo posto |                                      |
| Pesi leggeri | 4-7   | Fred Koenig         | Sconfitto da Otto Roehm       | Dettagli sconosciuti sul terzo posto | Dettagli sconosciuti sul terzo posto | Dettagli sconosciuti sul terzo posto |                                      |
| Pesi leggeri | 4-7   | Rudolph Wolken      | Bye                           | Sconfitto da Rudolph Tesing          | Dettagli sconosciuti sul terzo posto | Dettagli sconosciuti sul terzo posto | Dettagli sconosciuti sul terzo posto |
| Pesi leggeri | 8°-9° | Charles Eng         | Bye                           | Sconfitto da William Hennessy        | Eliminato                            | Eliminato                            |                                      |
| Pesi leggeri | 8°-9° | Charles Haberkorn   | Bye                           | Sconfitto da Al Zirkel               | Eliminato                            | Eliminato                            |                                      |
| Pesi leggeri | 10°   | Jerry Winholtz      | Sconfitto da Fred Huseman     | Eliminato                            | Eliminato                            | Eliminato                            |                                      |
|              |       |                     |                               |                                      |                                      |                                      |                                      |
| Pesi welter  | 1°    | Charles Ericksen    | Bye                           | Sconfigge Jerry Winholtz             | Sconfigge William Hennessy           | Sconfigge Bill Beckmann              |                                      |
| Pesi welter  | 2°    | Bill Beckmann       | Sconfigge Samuel Filler       | Sconfigge William Schaefer           | Sconfigge Otto Roehm                 | Sconfitto da Charles Ericksen        |                                      |
| Pesi welter  | 3°    | Jerry Winholtz      | Bye                           | Sconfitto da Charles Ericksen        | Dettagli sconosciuti sul terzo posto | Dettagli sconosciuti sul terzo posto |                                      |
| Pesi welter  | 4°-7° | Samuel Filler       | Sconfitto da Bill Beckmann    | Dettagli sconosciuti sul terzo posto | Dettagli sconosciuti sul terzo posto | Dettagli sconosciuti sul terzo posto |                                      |
| Pesi welter  | 4°-7° | William Hennessy    | Bye                           | Sconfigge Abraham Mellinger          | Sconfitto da Charles Ericksen        | Dettagli sconosciuti sul terzo posto |                                      |
| Pesi welter  | 4°-7° | Otto Roehm          | Bye                           | Sconfigge Hugo Toeppen               | Sconfitto da Bill Beckmann           | Dettagli sconosciuti sul terzo posto |                                      |
| Pesi welter  | 4°-7° | William Schaefer    | Sconfigge Albert Bechestobill | Sconfitto da Bill Beckmann           | Dettagli sconosciuti sul terzo posto | Dettagli sconosciuti sul terzo posto |                                      |
| Pesi welter  | 8°-9° | Abraham Mellinger   | Bye                           | Sconfitto da William Hennessy        | Eliminato                            | Eliminato                            |                                      |
| Pesi welter  | 8°-9° | Hugo Toeppen        | Bye                           | Sconfitto da Otto Roehm              | Eliminato                            | Eliminato                            |                                      |
| Pesi welter  | 10°   | Albert Bechestobill | Sconfitto da William Schaefer | Eliminato                            | Eliminato                            | Eliminato                            |                                      |
|              |       |                     |                               |                                      |                                      |                                      |                                      |

| Evento       | Pos.  | Lottatore        | Quarti                       | Semifinali                           | Finale                               |
| ------------ | ----- | ---------------- | ---------------------------- | ------------------------------------ | ------------------------------------ |
|              |       |                  |                              |                                      |                                      |
| Pesi massimi | 1°    | Bernhoff Hansen  | Sconfigge Fred Warmbold      | Sconfigge William Hennessy           | Sconfigge Frank Kugler               |
| Pesi massimi | 2°    | Frank Kugler     | Bye                          | Sconfigge Joseph Dilg                | Sconfitto da Bernhoff Hansen         |
| Pesi massimi | 3°    | Fred Warmbold    | Sconfitto da Bernhoff Hansen | Dettagli sconosciuti sul terzo posto | Dettagli sconosciuti sul terzo posto |
| Pesi massimi | 4°-5° | Joseph Dilg      | Bye                          | Sconfitto da Frank Kugler            | Dettagli sconosciuti sul terzo posto |
| Pesi massimi | 4°-5° | William Hennessy | Bye                          | Sconfitto da Bernhoff Hansen         | Dettagli sconosciuti sul terzo posto |
|              |       |                  |                              |                                      |                                      |

### Nuoto
| Evento                 | Pos.  | Nuotatore       | Batterie                          | Finale                         |
| ---------------------- | ----- | --------------- | --------------------------------- | ------------------------------ |
|                        |       |                 |                                   |                                |
| 50 iarde stile libero  | 2°    | Scott Leary     | 28.2 secondi 1°, batteria 2       | 28,2 secondi 28,6 (fuori gara) |
| 50 iarde stile libero  | 3°    | Charlie Daniels | Sconosciuto 2°, batteria 2        | Sconosciuto                    |
| 50 iarde stile libero  | 4°    | David Gaul      | Sconosciuto 3°, batteria 2        | Sconosciuto                    |
| 50 iarde stile libero  | 5°    | Budd Goodwin    | Sconosciuto 2°, batteria 1        | Sconosciuto                    |
| 50 iarde stile libero  | 6°    | Ray Thorne      | Sconosciuto 3°, batteria 1        | Sconosciuto                    |
| 50 iarde stile libero  | 7°-9° | David Hammond   | Sconosciuto 4°-5°, batteria 1 o 2 | Eliminato                      |
| 50 iarde stile libero  | 7°-9° | Bill Orthwein   | Sconosciuto 4°-5°, batteria 1 o 2 | Eliminato                      |
| 50 iarde stile libero  | 7°-9° | Edwin Swatek    | Sconosciuto 4°-5°, batteria 1 o 2 | Eliminato                      |
|                        |       |                 |                                   |                                |
| 100 iarde stile libero | 2°    | Charlie Daniels | 1:07.4 1°, batteria 2             | Sconosciuto                    |
| 100 iarde stile libero | 3°    | Scott Leary     | Sconosciuto 2°, batteria 1        | Sconosciuto                    |
| 100 iarde stile libero | 4°    | David Gaul      | Sconosciuto 2°, batteria 2        | Sconosciuto                    |
| 100 iarde stile libero | 5°    | David Hammond   | Sconosciuto 3°, batteria 1        | Sconosciuto                    |
| 100 iarde stile libero | 6°    | Budd Goodwin    | Sconosciuto 3°, batteria 2        | Sconosciuto                    |
| 100 iarde stile libero | 7°-9° | Bill Orthwein   | Sconosciuto 4°-5°, batteria 1 o 2 | Eliminato                      |
| 100 iarde stile libero | 7°-9° | Edwin Swatek    | Sconosciuto 4°-5°, batteria 1 o 2 | Eliminato                      |
| 100 iarde stile libero | 7°-9° | Ray Thorne      | Sconosciuto 4°-5°, batteria 1 o 2 | Eliminato                      |
|                        |       |                 |                                   |                                |

| Evento                 | Pos.  | Nuotatore       | Finale         |
| ---------------------- | ----- | --------------- | -------------- |
|                        |       |                 |                |
| 220 iarde stile libero | 1°    | Charlie Daniels | 2:44.2         |
| 220 iarde stile libero | 2°    | Frank Gailey    | 2:46.0         |
| 220 iarde stile libero | 4°    | Edgar Adams     | Sconosciuto    |
|                        |       |                 |                |
| 440 iarde stile libero | 1°    | Charlie Daniels | 6:16.2         |
| 440 iarde stile libero | 2°    | Frank Gailey    | 6:22.0         |
| 440 iarde stile libero | 4°    | Budd Goodwin    | Sconosciuto    |
|                        |       |                 |                |
| 880 iarde stile libero | 2°    | Frank Gailey    | 13:23.4        |
| 880 iarde stile libero | 4°    | Edgar Adams     | Sconosciuto    |
| 880 iarde stile libero | 5°    | Jam Handy       | Sconosciuto    |
|                        |       |                 |                |
| 1 miglio stile libero  | 3°    | Frank Gailey    | 28:54.0        |
| 1 miglio stile libero  | —     | Edgar Adams     | Non completato |
| 1 miglio stile libero  | —     | Lou Handley     | Non completato |
| 1 miglio stile libero  | —     | John Meyers     | Non completato |
|                        |       |                 |                |
| 100 iarde dorso        | 4°    | Bill Orthwein   | Sconosciuto    |
| 100 iarde dorso        | 5°-6° | David Hammond   | Sconosciuto    |
| 100 iarde dorso        | 5°-6° | Edwin Swatek    | Sconosciuto    |
|                        |       |                 |                |
| 440 iarde rana         | 3°    | Jam Handy       | Sconosciuto    |
|                        |       |                 |                |

| Evento               | Pos. | Squadra                                                        | Finale      |
| -------------------- | ---- | -------------------------------------------------------------- | ----------- |
|                      |      |                                                                |             |
| Staffetta 4x50 iarde | 1°   | Joe Ruddy, Budd Goodwin, Lou Handley e Charlie Daniels         | Sconosciuto |
| Staffetta 4x50 iarde | 2°   | David Hammond, Bill Tuttle, Hugo Goetz e Ray Thorne            | Sconosciuto |
| Staffetta 4x50 iarde | 3°   | Amedee Reyburn, Gwynne Evans, Marquard Schwarz e Bill Orthwein | Sconosciuto |
| Staffetta 4x50 iarde | 4°   | Edgar Adams, David Bratton, George Van Cleaf e David Hesser    | Sconosciuto |
|                      |      |                                                                |             |

### Pallanuoto
| Nazionale maschile statunitense (New York Athletic Club) di pallanuoto · Giochi olimpici - Saint Louis 1904 | Nazionale maschile statunitense (New York Athletic Club) di pallanuoto · Giochi olimpici - Saint Louis 1904 | Nazionale maschile statunitense (New York Athletic Club) di pallanuoto · Giochi olimpici - Saint Louis 1904 |
| --- | --- | --- |
| New York Athletic Club Bratton · Van Cleaf · Goodwin · Handley · Hesser · Ruddy · Steen · CT: Gus Sundstrom | New York Athletic Club Bratton · Van Cleaf · Goodwin · Handley · Hesser · Ruddy · Steen · CT: Gus Sundstrom | Stati Uniti (bandiera)                                                                                      |

| Nazionale maschile statunitense (Chicago Athletic Association) di pallanuoto · Giochi olimpici - Saint Louis 1904 | Nazionale maschile statunitense (Chicago Athletic Association) di pallanuoto · Giochi olimpici - Saint Louis 1904 | Nazionale maschile statunitense (Chicago Athletic Association) di pallanuoto · Giochi olimpici - Saint Louis 1904 |
| --- | --- | --- |
| Chicago Athletic Association Beach · Hammond · Healy · Kehoe · Steever · Swatek · Tuttle · CT: -                  | Chicago Athletic Association Beach · Hammond · Healy · Kehoe · Steever · Swatek · Tuttle · CT: -                  | Stati Uniti (bandiera)                                                                                            |

| Nazionale maschile statunitense (Missouri Athletic Club) di pallanuoto · Giochi olimpici - Saint Louis 1904 | Nazionale maschile statunitense (Missouri Athletic Club) di pallanuoto · Giochi olimpici - Saint Louis 1904 | Nazionale maschile statunitense (Missouri Athletic Club) di pallanuoto · Giochi olimpici - Saint Louis 1904 |
| --- | --- | --- |
| Missouri Athletic Club Evans · Goessling · Meyers · Orthwein · Reyburn · Schreiner · Toeppen · CT: -        | Missouri Athletic Club Evans · Goessling · Meyers · Orthwein · Reyburn · Schreiner · Toeppen · CT: -        | Stati Uniti (bandiera)                                                                                      |

### Pugilato
| Evento       | Pos. | Pugile           | Quarti                        | Semifinali                 | Finale                                 |
| ------------ | ---- | ---------------- | ----------------------------- | -------------------------- | -------------------------------------- |
|              |      |                  |                               |                            |                                        |
| Pesi mosca   | 1°   | George Finnegan  | Non svolto                    | Non svolto                 | Sconfigge Miles Burke                  |
| Pesi mosca   | 2°   | Miles Burke      | Non svolto                    | Non svolto                 | Sconfitto da George Finnegan           |
|              |      |                  |                               |                            |                                        |
| Pesi gallo   | 1°   | Oliver Kirk      | Non svolto                    | Non svolto                 | Sconfigge George Finnegan              |
| Pesi gallo   | 2°   | George Finnegan  | Non svolto                    | Non svolto                 | Sconfitto da Oliver Kirk               |
|              |      |                  |                               |                            |                                        |
| Pesi piuma   | 1°   | Oliver Kirk      | Non svolto                    | Bye                        | Sconfigge Frank Haller                 |
| Pesi piuma   | 2°   | Frank Haller     | Non svolto                    | Sconfigge Fred Gilmore     | Sconfitto da Oliver Kirk               |
| Pesi piuma   | 3°   | Fred Gilmore     | Non svolto                    | Sconfitto da Frank Haller  | Eliminato                              |
|              |      |                  |                               |                            |                                        |
| Pesi leggeri | 1°   | Harry Spanjer    | Sconfigge Ken Jewett          | Sconfigge Russell van Horn | Jack Egan squalificato                 |
| Pesi leggeri | -    | Jack Egan        | Sconfigge Joe Lydon           | Sconfigge Peter Sturholdt  | Squalificato                           |
| Pesi leggeri | 2°   | Russell van Horn | Sconfigge Arthur Seward       | Sconfitto da Harry Spanjer | Sconfigge Peter Sturholdt              |
| Pesi leggeri | 3°   | Peter Sturholdt  | Carroll Burton squalificato   | Sconfitto da Jack Egan     | Sconfitto da Russell van Horn          |
| Pesi leggeri | 4°   | Ken Jewett       | Sconfitto da Harry Spanjer    | Eliminato                  | Eliminato                              |
| Pesi leggeri | 4°   | Joe Lydon        | Sconfitto da Jack Egan        | Eliminato                  | Eliminato                              |
| Pesi leggeri | 4°   | Arthur Seward    | Sconfitto da Russell van Horn | Eliminato                  | Eliminato                              |
| Pesi leggeri | —    | Carroll Burton   | Squalificato                  | Eliminato                  | Eliminato                              |
|              |      |                  |                               |                            |                                        |
| Pesi welter  | 1°   | Albert Young     | Non svolto                    | Sconfigge Jack Egan        | Sconfigge Harry Spanjer                |
| Pesi welter  | 2°   | Harry Spanjer    | Non svolto                    | Sconfigge Joe Lydon        | Sconfitto da Albert Young              |
| Pesi welter  | 3°   | Joe Lydon        | Non svolto                    | Sconfitto da Harry Spanjer | Nessun match per la medaglia di bronzo |
| Pesi welter  | -    | Jack Egan        | Non svolto                    | Sconfitto da Albert Young  | Squalificato                           |
|              |      |                  |                               |                            |                                        |
| Pesi medi    | 1°   | Charles Mayer    | Non svolto                    | Non svolto                 | Sconfigge Ben Spradling                |
| Pesi medi    | 2°   | Ben Spradling    | Non svolto                    | Non svolto                 | Sconfitto da Charles Mayer             |
|              |      |                  |                               |                            |                                        |
| Pesi massimi | 1°   | Sam Berger       | Non svolto                    | Sconfigge Bill Michaels    | Sconfigge Charles Mayer                |
| Pesi massimi | 2°   | Charles Mayer    | Non svolto                    | Bye                        | Sconfitto da Sam Berger                |
| Pesi massimi | 3°   | Bill Michaels    | Non svolto                    | Sconfitto da Sam Berger    | Eliminato                              |
|              |      |                  |                               |                            |                                        |

### Roque
| Evento             | Pos. | Giocatore       | Punteggio   |
| ------------------ | ---- | --------------- | ----------- |
|                    |      |                 |             |
| Torneo individuale | 1°   | Charles Jacobus | Sconosciuto |
| Torneo individuale | 2°   | Smith Streeter  | Sconosciuto |
| Torneo individuale | 3°   | Charles Brown   | Sconosciuto |
|                    |      |                 |             |

### Scherma
| Evento   | Pos.  | Schermidore       | Semifinale           | Finale    |
| -------- | ----- | ----------------- | -------------------- | --------- |
|          |       |                   |                      |           |
| Fioretto | 5°-6° | Wilfred Holroyd   | 1-2 3°, semifinale B | Eliminato |
| Fioretto | 5°-6° | Fitzhugh Townsend | 2-2 3°, semifinale A | Eliminato |
| Fioretto | 7°-8° | Theodore Carstens | 1-3 4°, semifinale A | Eliminato |
| Fioretto | 7°-8° | Arthur Fox        | 0-3 4°, semifinale B | Eliminato |
| Fioretto | 9°    | William Grebe     | 0-4 5°, semifinale A | Eliminato |
|          |       |                   |                      |           |

| Evento              | Pos. | Schermidore                                 | Finale      |
| ------------------- | ---- | ------------------------------------------- | ----------- |
|                     |      |                                             |             |
| Fioretto a squadre  | 2°   | Charles Tatham Fitzhugh Townsend Arthur Fox | 0-1 (2-7)   |
|                     |      |                                             |             |
| Spada               | 5°   | Fitzhugh Townsend                           | Sconosciuto |
|                     |      |                                             |             |
| Sciabola            | 2°   | William Grebe                               | 2-1         |
| Sciabola            | 4°   | Theodore Carstens                           | 1-2         |
| Sciabola            | 5°   | Arthur Fox                                  | 0-3         |
|                     |      |                                             |             |
| Scherma col bastone | 2°   | William O'Connor                            | 8           |
| Scherma col bastone | 3°   | William Grebe                               | 2           |
|                     |      |                                             |             |

### Sollevamento pesi
| Evento                  | Pos. | Sollevatore   | Altezza |
| ----------------------- | ---- | ------------- | ------- |
|                         |      |               |         |
| Sollevamento a due mani | 2°   | Oscar Osthoff | 84,37   |
| Sollevamento a due mani | 3°   | Frank Kugler  | 79,61   |
| Sollevamento a due mani | 4°   | Oscar Olsen   | 67,81   |
|                         |      |               |         |

| Evento     | Pos. | Sollevatore       | Punteggio totale |
| ---------- | ---- | ----------------- | ---------------- |
|            |      |                   |                  |
| All-around | 1°   | Oscar Osthoff     | 48 punti         |
| All-around | 2°   | Frederick Winters | 45 punti         |
| All-around | 3°   | Frank Kugler      | 10 punti         |
|            |      |                   |                  |

### Tennis
| Evento             | Pos. | Tennista            | Trentaduesimi             | Sedicesimi                     | Ottavi                         | Quarti                      | Semifinali                | Finale                    |
| ------------------ | ---- | ------------------- | ------------------------- | ------------------------------ | ------------------------------ | --------------------------- | ------------------------- | ------------------------- |
|                    |      |                     |                           |                                |                                |                             |                           |                           |
| Singolare maschile | 1°   | Beals Wright        | Bye                       | Sconfigge Montgomery (USA)     | Sconfigge Hardy (GER)          | Sconfigge Neely (USA)       | Sconfigge Bell (USA)      | Sconfigge LeRoy (USA)     |
| Singolare maschile | 2°   | Robert LeRoy        | Bye                       | Bye                            | Sconfigge Sanderson (USA)      | Sconfigge Cresson (USA)     | Sconfigge Leonard (USA)   | Sconfitto da Wright (USA) |
| Singolare maschile | 3°   | Alphonzo Bell       | Bye                       | Sconfigge Vernon (USA)         | Sconfigge Davis (USA)          | Sconfigge Russ (USA)        | Sconfitto da Wright (USA) | Eliminato                 |
| Singolare maschile | 3°   | Edgar Leonard       | Bye                       | Sconfigge Forney (USA)         | Sconfigge McKittrick (USA)     | Sconfigge Blatherwick (USA) | Sconfitto da LeRoy (USA)  | Eliminato                 |
| Singolare maschile | 5°   | Wilfred Blatherwick | Bye                       | Sconfigge Semple (USA)         | Sconfigge Cunningham (USA)     | Sconfitto da Leonard (USA)  | Eliminato                 | Eliminato                 |
| Singolare maschile | 5°   | Charles Cresson     | Bye                       | Sconfigge Wheaton (USA)        | Bye                            | Sconfitto da LeRoy (USA)    | Eliminato                 | Eliminato                 |
| Singolare maschile | 5°   | John Neely          | Bye                       | Sconfigge MacDonald (USA)      | Sconfigge Feltshans (USA)      | Sconfitto da Wright (USA)   | Eliminato                 | Eliminato                 |
| Singolare maschile | 5°   | Semp Russ           | Bye                       | Sconfigge Turner (USA)         | Sconfigge Jones (USA)          | Sconfitto da Bell (USA)     | Eliminato                 | Eliminato                 |
| Singolare maschile | 9°   | Joe Cunningham      | Bye                       | Bye                            | Sconfitto da Blatherwick (USA) | Eliminato                   | Eliminato                 | Eliminato                 |
| Singolare maschile | 9°   | Dwight F. Davis     | Bye                       | Sconfigge Tritle (USA)         | Sconfitto da Bell (USA)        | Eliminato                   | Eliminato                 | Eliminato                 |
| Singolare maschile | 9°   | Rollin Feitshans    | Bye                       | Sconfigge Charles (USA)        | Sconfitto da Neely (USA)       | Eliminato                   | Eliminato                 | Eliminato                 |
| Singolare maschile | 9°   | Hugh Jones          | Bye                       | Sconfigge Drew (USA)           | Sconfitto da Russ (USA)        | Eliminato                   | Eliminato                 | Eliminato                 |
| Singolare maschile | 9°   | Ralph McKittrick    | Bye                       | Sconfigge Easton (USA)         | Sconfitto da Leonard (USA)     | Eliminato                   | Eliminato                 | Eliminato                 |
| Singolare maschile | 9°   | Fred Sanderson      | Bye                       | Bye                            | Sconfitto da LeRoy (USA)       | Eliminato                   | Eliminato                 | Eliminato                 |
| Singolare maschile | 16°  | Joseph Charles      | Bye                       | Sconfitto da Feltshans (USA)   | Eliminato                      | Eliminato                   | Eliminato                 | Eliminato                 |
| Singolare maschile | 16°  | Andrew Drew         | Bye                       | Sconfitto da Jones (USA)       | Eliminato                      | Eliminato                   | Eliminato                 | Eliminato                 |
| Singolare maschile | 16°  | William Easton      | Bye                       | Sconfitto da McKittrick (USA)  | Eliminato                      | Eliminato                   | Eliminato                 | Eliminato                 |
| Singolare maschile | 16°  | Chris Forney        | Bye                       | Sconfitto da Leonard (USA)     | Eliminato                      | Eliminato                   | Eliminato                 | Eliminato                 |
| Singolare maschile | 16°  | Malcolm MacDonald   | Bye                       | Sconfitto da Neely (USA)       | Eliminato                      | Eliminato                   | Eliminato                 | Eliminato                 |
| Singolare maschile | 16°  | Forest Montgomery   | Bye                       | Sconfitto da Wright (USA)      | Eliminato                      | Eliminato                   | Eliminato                 | Eliminato                 |
| Singolare maschile | 16°  | Nathaniel Semple    | Sconfigge Stadel (USA)    | Sconfitto da Blatherwick (USA) | Eliminato                      | Eliminato                   | Eliminato                 | Eliminato                 |
| Singolare maschile | 16°  | Stewart Tritle      | Bye                       | Sconfitto da Davis (USA)       | Eliminato                      | Eliminato                   | Eliminato                 | Eliminato                 |
| Singolare maschile | 16°  | Douglas Turner      | Bye                       | Sconfitto da Russ (USA)        | Eliminato                      | Eliminato                   | Eliminato                 | Eliminato                 |
| Singolare maschile | 16°  | Orien Vernon        | Bye                       | Sconfitto da Bell (USA)        | Eliminato                      | Eliminato                   | Eliminato                 | Eliminato                 |
| Singolare maschile | 16°  | Frank Wheaton       | Bye                       | Sconfitto da Cresson (USA)     | Eliminato                      | Eliminato                   | Eliminato                 | Eliminato                 |
| Singolare maschile | 27°  | George Stadel       | Sconfitto da Semple (USA) | Eliminato                      | Eliminato                      | Eliminato                   | Eliminato                 | Eliminato                 |
|                    |      |                     |                           |                                |                                |                             |                           |                           |

| Evento | Pos. | Coppia                             | Ottavi                                | Quarti                                  | Semifinali                          | Finale                              |
| ------ | ---- | ---------------------------------- | ------------------------------------- | --------------------------------------- | ----------------------------------- | ----------------------------------- |
|        |      |                                    |                                       |                                         |                                     |                                     |
| Doppio | 1°   | Beals Wright Edgar Leonard         | Sconfigge Blatherwick & Vernon (USA)  | Sconfigge Cresson & Russ (USA)          | Sconfigge Gamble & A. Wear (USA)    | Sconfigge LeRoy & Bell (USA)        |
| Doppio | 2°   | Robert LeRoy Alphonzo Bell         | Sconfigge Gleeson (USA) & Hardy (GER) | Sconfigge McKittrick & Davis (USA)      | Sconfigge J. Wear & West (USA)      | Sconfitto da Wright & Leonard (USA) |
| Doppio | 3°   | Clarence Gamble Arthur Wear        | Sconfigge Smith & Charles (USA)       | Sconfigge Wheaton & Hunter (USA)        | Sconfitto da Wright & Leonard (USA) | Eliminato                           |
| Doppio | 3°   | Joseph Wear Allen West             | Sconfigge Drew & Turner (USA)         | Sconfigge Jones & Kauffman (USA)        | Sconfitto da LeRoy & Bell (USA)     | Eliminato                           |
| Doppio | 5°   | Charles Cresson Semp Russ          | Sconfigge Montgomery & Tritle (USA)   | Sconfitto da Wright & Leonard (USA)     | Eliminato                           | Eliminato                           |
| Doppio | 5°   | Dwight F. Davis Ralph McKittrick   | Sconfigge N. Semple & MacDonald (USA) | Sconfitto da LeRoy & Bell (USA)         | Eliminato                           | Eliminato                           |
| Doppio | 5°   | Edwin Hunter Frank Wheaton         | Bye                                   | Sconfitto da Gamble & A. Wear (USA)     | Eliminato                           | Eliminato                           |
| Doppio | 5°   | Hugh Jones Harold Kauffman         | Sconfigge Stadel & F. Semple (USA)    | Sconfitto da J. Wear & Allen West (USA) | Eliminato                           | Eliminato                           |
| Doppio | 9°   | Wilfred Blatherwick Orien Vernon   | Sconfitto da Wright & Leonard (USA)   | Eliminato                               | Eliminato                           | Eliminato                           |
| Doppio | 9°   | Joseph Charles Nathan Smith        | Sconfitto da Gamble & A. Wear (USA)   | Eliminato                               | Eliminato                           | Eliminato                           |
| Doppio | 9°   | Andrew Drew Douglas Turner         | Sconfitto da J. Wear & West (USA)     | Eliminato                               | Eliminato                           | Eliminato                           |
| Doppio | 9°   | Paul Gleeson Hugo Hardy (GER)      | Sconfitto da LeRoy & Bell (USA)       | Eliminato                               | Eliminato                           | Eliminato                           |
| Doppio | 9°   | Malcolm MacDonald Nathaniel Semple | Sconfitto da McKittrick & Davis (USA) | Eliminato                               | Eliminato                           | Eliminato                           |
| Doppio | 9°   | Forest Montgomery Stewart Tritle   | Sconfitto da Cresson & Russ (USA)     | Eliminato                               | Eliminato                           | Eliminato                           |
| Doppio | 9°   | Fred Semple George Stadel          | Sconfitto da Jones & Kauffman (USA)   | Eliminato                               | Eliminato                           | Eliminato                           |
|        |      |                                    |                                       |                                         |                                     |                                     |

### Tiro alla fune
| Evento | Pos. | Squadra                          | Quarti                       | Semifinali                          | Finale                          | Semifinale medaglia d'argento          | Finale medaglia d'argento              |
| ------ | ---- | -------------------------------- | ---------------------------- | ----------------------------------- | ------------------------------- | -------------------------------------- | -------------------------------------- |
|        |      |                                  |                              |                                     |                                 |                                        |                                        |
| Torneo | 1°   | Milwaukee AC                     | Sconfigge Boers (RSA)        | Sconfigge SW Turnverein No. 1 (USA) | Sconfigge New York AC (USA)     | Non necessaria                         | Non necessaria                         |
| Torneo | 2°   | SW Turnverein of St. Louis No. 1 | Sconfigge Pan-Hellenic (GRE) | Sconfitti da Milwaukee AC (USA)     | Eliminati                       | Sconfigge SW Turnverein No. 2 (USA)    | Vittoria per forfait New York AC (USA) |
| Torneo | 3°   | SW Turnverein of St. Louis No. 2 | Bye                          | Sconfitti da New York AC (USA)      | Eliminati                       | Sconfitti da SW Turnverein No. 1 (USA) | Premiati con il bronzo per forfait     |
| Torneo | 4°   | New York AC                      | Bye                          | Sconfigge SW Turnverein No. 2 (USA) | Sconfitti da Milwaukee AC (USA) | Non necessaria                         | Forfait                                |
|        |      |                                  |                              |                                     |                                 |                                        |                                        |

### Tiro con l'arco
| Evento                     | Pos | Arciere             | Punteggio |
| -------------------------- | --- | ------------------- | --------- |
|                            |     |                     |           |
| York doppio maschile       | 1°  | Phil Bryant         | 820       |
| York doppio maschile       | 2°  | Robert Williams     | 819       |
| York doppio maschile       | 3°  | Will Thompson       | 816       |
| York doppio maschile       | 4°  | Wallace Bryant      | 618       |
| York doppio maschile       | 5°  | Benjamin Keys       | 532       |
| York doppio maschile       | 6°  | Edward Frentz       | 528       |
| York doppio maschile       | 7°  | Homer Taylor        | 506       |
| York doppio maschile       | 8°  | Charles Woodruff    | 487       |
| York doppio maschile       | 9°  | Henry Richardson    | 439       |
| York doppio maschile       | 10° | D. F. McGowan       | 383       |
| York doppio maschile       | 11° | Thomas Scott        | 375       |
| York doppio maschile       | 12° | Cyrus Dallin        | 355       |
| York doppio maschile       | 13° | Louis Maxson        | 341       |
| York doppio maschile       | 14° | Ralph Taylor        | 328       |
| York doppio maschile       | 15° | Edward Weston       | 268       |
| York doppio maschile       | 16° | Edward Bruce        | 238       |
|                            |     |                     |           |
| Doppio Americano maschile  | 1°  | Phil Bryant         | 1048      |
| Doppio Americano maschile  | 2°  | Robert Williams     | 991       |
| Doppio Americano maschile  | 3°  | Will Thompson       | 949       |
| Doppio Americano maschile  | 4°  | Charles Woodruff    | 907       |
| Doppio Americano maschile  | 5°  | William Clark       | 880       |
| Doppio Americano maschile  | 6°  | Homer Taylor        | 862       |
| Doppio Americano maschile  | 7°  | Benjamin Keys       | 840       |
| Doppio Americano maschile  | 8°  | Wallace Bryant      | 818       |
| Doppio Americano maschile  | 9°  | Cyrus Dallin        | 816       |
| Doppio Americano maschile  | 10° | Henry B. Richardson | 813       |
| Doppio Americano maschile  | 11° | Charles Hubbard     | 779       |
| Doppio Americano maschile  | 12° | Louis Maxson        | 777       |
| Doppio Americano maschile  | 13° | G.C. Spencer        | 701       |
| Doppio Americano maschile  | 14° | Samuel Duvall       | 699       |
| Doppio Americano maschile  | 15° | Edward Frentz       | 665       |
| Doppio Americano maschile  | 16° | Amos Casselman      | 628       |
| Doppio Americano maschile  | 17° | Ralph Taylor        | 533       |
| Doppio Americano maschile  | 18° | Edward Bruce        | 516       |
| Doppio Americano maschile  | 19° | Eric Weston         | 508       |
| Doppio Americano maschile  | 20° | Edward Weston       | 450       |
| Doppio Americano maschile  | 21° | William Valentine   | 347       |
|                            |     |                     |           |
| Nazionale doppio femminile | 1°  | Lida Howell         | 620       |
| Nazionale doppio femminile | 2°  | Emma Cooke          | 419       |
| Nazionale doppio femminile | 3°  | Eliza Pollock       | 419       |
| Nazionale doppio femminile | 4°  | Emily Woodruff      | 234       |
| Nazionale doppio femminile | 5°  | Mabel Taylor        | 160       |
| Nazionale doppio femminile | 6°  | Leonie Taylor       | 159       |
|                            |     |                     |           |
| Columbia doppio femminile  | 1°  | Lida Howell         | 867       |
| Columbia doppio femminile  | 2°  | Emma Cooke          | 630       |
| Columbia doppio femminile  | 3°  | Eliza Pollock       | 630       |
| Columbia doppio femminile  | 4°  | Emily Woodruff      | 547       |
| Columbia doppio femminile  | 5°  | Mabel Taylor        | 243       |
| Columbia doppio femminile  | 6°  | Leonie Taylor       | 229       |
|                            |     |                     |           |

| Evento                   | Pos. | Squadra            | Arcieri                                                         | Punteggio totale |
| ------------------------ | ---- | ------------------ | --------------------------------------------------------------- | ---------------- |
|                          |      |                    |                                                                 |                  |
| Gara a squadre maschile  | 1°   | Potomac Archers    | Will Thompson, Robert Williams, Louis Maxson, G.C. Spencer      | 1344             |
| Gara a squadre maschile  | 2°   | Cincinnati Archers | Charles Woodruff, William Clark, Charles Hubbard, Samuel Duvall | 1341             |
| Gara a squadre maschile  | 3°   | Boston Archers     | Phil Bryant, Wallace Bryant, Cyrus Dallin, Henry B. Richardson  | 1268             |
| Gara a squadre maschile  | 4°   | Chicago Archers    | Benjamin Keys, Homer Taylor, Edward Weston, Edward Bruce        | 942              |
|                          |      |                    |                                                                 |                  |
| Gara a squadre femminile | 1°   |                    | Lida Howell, Eliza Pollock, Emily Woodruff, Leonie Taylor       | Sconosciuto      |
| Gara a squadre femminile | 2°   |                    | Emma Cooke, Mabel Taylor                                        | Sconosciuto      |
|                          |      |                    |                                                                 |                  |

### Tuffi
| Evento      | Pos. | Tuffatore      | Finale       |
| ----------- | ---- | -------------- | ------------ |
|             |      |                |              |
| Piattaforma | 1°   | George Sheldon | 12, 66 punti |
| Piattaforma | 3°   | Frank Kehoe    | 11, 33 punti |
|             |      |                |              |
| Distanza    | 1°   | William Dickey | 19, 05 metri |
| Distanza    | 2°   | Edgar Adams    | 17, 52 metri |
| Distanza    | 3°   | Budd Goodwin   | 17, 37 metri |
| Distanza    | 4°   | Newman Samuels | 16, 76 metri |
| Distanza    | 5°   | Charles Pyrah  | 14, 02 metri |
|             |      |                |              |